# Piracicaba
Piracicaba é um município brasileiro no interior do estado de São Paulo, Região Sudeste do país. É a principal cidade da Região Metropolitana de Piracicaba (RMP) e está situada a cerca de 150 km a noroeste da capital paulista. Ocupa uma área de pouco mais de 1 378 km², sendo aproximadamente 245 km² em área urbana, e com  população  de 438 827 habitantes, sendo assim o 13.º município mais populoso do estado.
Foi fundada em 1767, às margens do rio Piracicaba, manancial que foi vital para a região. No decorrer do século XIX, a agricultura se desenvolveu no município, com destaque para o cultivo da cana-de-açúcar e do café. Contudo, ainda na primeira metade do século XX, a cidade entrou em decadência. Com o fim do ciclo do café e a queda constante de preços do açúcar, a economia piracicabana se estagnou, o que viria a ser revertido somente a partir do início de sua industrialização.
A cidade se tornou uma das primeiras a se industrializar no país, com a abertura de plantas fabris ligadas ao setor metal-mecânico e de equipamentos destinados à produção de açúcar. Esta atividade expandiu-se a partir da década de 1970 para o setor sucroalcooleiro, com a criação do programa Pró-álcool, voltado para a produção de álcool hidratado para uso automotivo, devido à crise mundial do petróleo em 1973. Isto contribuiu significativamente para o crescimento industrial de Piracicaba ao longo das décadas seguintes, chegando a ser o 36.º maior PIB brasileiro em 2021, sendo sede de um dos principais centros industriais da região, além de contar com diversas universidades.
Além da importância econômica, Piracicaba ainda é um importante centro cultural de sua região. Rica em cultura caipira, teve seu sotaque e dialeto Caipiracicabano tombado como Patrimônio Imaterial pelo Conselho de Defesa do Patrimônio Cultural (Codepac). Além dessa, outras manifestações culturais foram tombadas como Patrimônio Imaterial, tais quais a Festa do Divino de Piracicaba (que ocorre desde 1826) e a Orquestra Sinfônica de Piracicaba (OSP), considerada a orquestra erudita com maior tempo em atividade do país. O Horto Florestal de Tupi e o Balneário de Ártemis configuram-se como grandes áreas de preservação ambiental, enquanto que o Parque Professor Phillipe Westin e os parques situados às margens do rio Piracicaba são relevantes pontos de visitação localizados na zona urbana. O Salão Internacional de Humor de Piracicaba é considerado um dos mais importantes eventos sobre humor gráfico, realizado anualmente no Engenho Central. Este antigo engenho canavieiro foi tombado como patrimônio histórico e cultural, servindo hoje como espaço cultural, artístico e recreativo.

## Etimologia

Em tupi: pirá sykaba. Chegar é syk. Lugar de chegada (ou, mais literalmente, lugar de chegar) é syk-aba. Este último termo está em relação genitiva com pirá, peixes.

O nome do município vem da língua geral paulista e significa "o lugar de chegada do peixe", através da junção dos termos pirá ("peixe"), syk ("chegar") , ab (sufixo que significa o lugar em que algo é feito ou acontece) e -a (sufixo substantivador). É uma referência às quedas do rio Piracicaba, que bloqueiam a migração (piracema) dos peixes.
É relevante notar que, conforme Eduardo Navarro em seu Dicionário de Tupi Antigo (2013), o termo provém da língua geral, que é um desenvolvimento histórico do tupi antigo e, portanto, mais recente. No tupi antigo, syk significava apenas chegar por terra (chegar por água, como no caso dos peixes, seria îepotar). O século em que foi dado o nome de Piracicaba ao lugar (século XVIII) coincide com a época em que a língua geral paulista era falada, e não mais o tupi antigo ou clássico.

## História

### Período Pré-Colonial
Segundo datações por termoluminescência obtidas em sítios arqueológicos localizados entre os rios Claro e Piracicaba, essa região é ocupada de forma contínua por grupos humanos há pelo menos 8.000 anos. Nesses locais foram identificados antigos instrumentos de pedra, tais como percutores, raspadores, núcleos e lascas, assim como diversas pontas de projétil feitas a partir de arenito, quartzo e outras rochas, apresentando características geralmente associadas às Tradições Humaitá e Umbu. Essas primeiras populações ameríndias que habitaram os vales do rio Piracicaba e Corumbataí viviam da caça, pesca e coleta de frutos, raízes e outros alimentos. Ao todo, treze sítios arqueológicos pré-coloniais já foram identificados no território do atual município de Piracicaba, todos eles apresentando vestígios de antigas aldeias a céu aberto, oficinas líticas e acampamentos de caça.
Grupos indígenas agricultores e produtores de cerâmica teriam alcançado a região de Piracicaba por volta do início da Era Cristã, sendo estes os antepassados dos Tupi, Guarani e Guaianazes, povos falantes de idiomas dos troncos Tupi e Macro-Jê, respectivamente. Contudo, poucas informações precisas acerca do modo de vida e costumes dessas populações chegaram até a atualidade, já que os europeus nem sempre compreendiam as distinções étnicas que existiam entre os indígenas. Por outro lado, algumas fontes mencionam os Paiaguás e Caiapós enquanto possíveis habitantes dos arredores do vale do rio Piracicaba. A passagem de expedições bandeirantes pela região gerou diversos conflitos com os indígenas, sendo muitos destes expulsos, escravizados ou mortos ao longo dos primeiros séculos de colonização europeia.

### Povoamento e criação do município

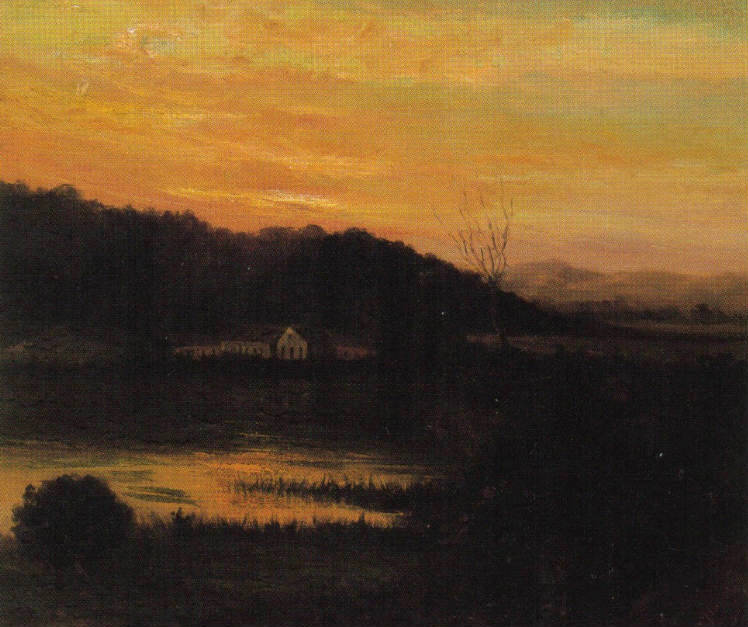
Paisagem do Rio Piracicaba, de José Ferraz de Almeida Júnior (1850-1899).

O Vale do Rio Piracicaba começou a ser ocupado por descendentes de europeus durante o século XVII, quando alguns colonos adentraram a floresta e começaram a ocupar as terras ao redor do rio Piracicaba, praticando a agricultura de subsistência e exploração vegetal. Por sua vez, o primeiro registro confirmado de sesmaria concedida na região de Piracicaba data de 1726, embora existam indícios de uma doação de sesmaria já em 1693, em nome de Pedro de Morais Cavalcanti. Recebida pelo ituano Felipe Cardoso, a sesmaria concedida em 1726 situava-se a cerca de um quilômetro do salto do rio Piracicaba, reunindo-se diversos posseiros e sesmeiros no entorno dessa área, a qual era parcialmente atravessada pelas estradas que levavam à vila de Itu e às minas de Cuiabá. Essa pequena comunidade rural formada na região aparece inclusive no “Mappa da Capitania de São Paulo”, produzido pelo cartógrafo genovês Francesco Tosi Colombina durante a década de 1750, o qual mostra uma certa localidade denominada “povoação nova de Piracicaba” na margem direita do rio de mesmo nome.

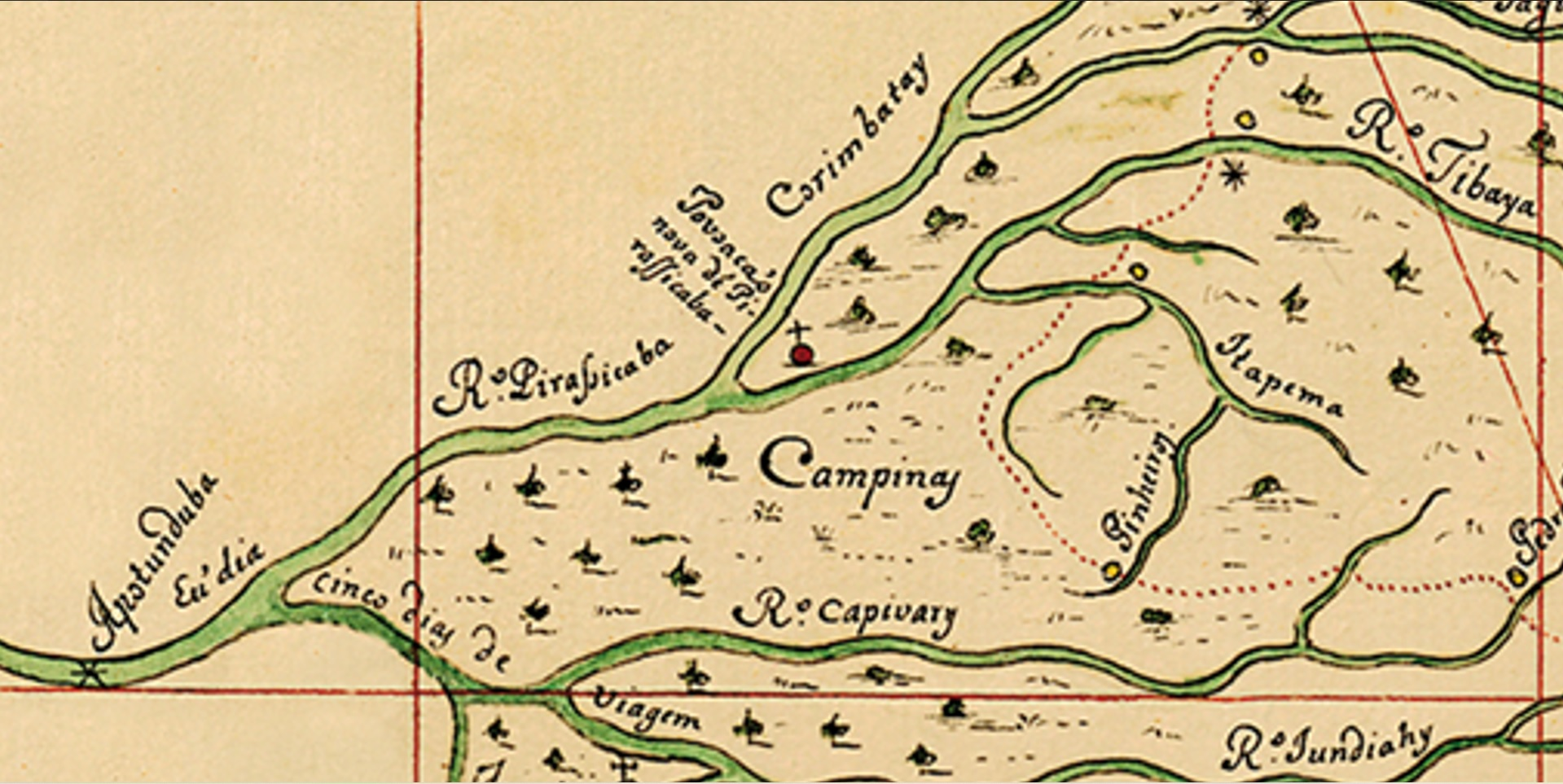
Trecho do Mappa da Capitania de São Paulo, produzido na década de 1750 por Francesco Tosi Colombina, mostrando a "Povoação Nova de Piracicaba".

Em 1766, o então governador da Capitania de São Paulo, Dom Luís António de Sousa Botelho Mourão, decidiu fundar uma povoação na região, a qual serviria de apoio à navegação das embarcações que desceriam o rio Tietê, em direção ao rio Paraná, dando também retaguarda ao Forte de Iguatemi, localizado na divisa com o futuro Paraguai. A povoação deveria ser fundada na foz do rio Piracicaba com o Tietê, nas proximidades da atual cidade de Santa Maria da Serra, mas o capitão Antônio Correa Barbosa, incumbido de tal missão, decidiu-se por um ponto localizado entre setenta e noventa quilômetros da foz do Piracicaba, lugar já ocupado por alguns posseiros e com melhor acesso a outras vilas da região, notadamente Itu. A povoação de Piracicaba foi fundada em 1 de agosto de 1767, na margem direita do rio, localizado aproximadamente onde futuramente se situaria o Engenho Central e partes da Vila Rezende. Conforme era costume no período colonial, as povoações que recebiam autorização para erguer uma capela eram consagradas a uma figura santa cristã, sendo Nossa Senhora dos Prazeres escolhida para a localidade, sendo posteriormente mudada para Santo Antônio. Nesse sentido, a povoação de Piracicaba era ligada politicamente a Itu, então a vila mais próxima. Em 1774, a povoação foi elevada à condição de freguesia, contando na época com cerca de 230 habitantes e 45 casas, segundo um recenseamento realizado em 1775.
Em 1777, o forte de Iguatemi foi tomado pelos espanhóis, parte de uma campanha militar mais ampla da Coroa da Espanha na América, envolvendo também a conquista da colônia de Sacramento, localizada no atual Uruguai, e o rendimento das fortalezas lusitanas na Ilha de Santa Catarina. Consequentemente, a freguesia de Piracicaba parece também ter sofrido impactos indiretos dos conflitos, já que o apoio logístico ao forte de Iguatemi era uma das principais atividades econômicas locais. Por outro lado, conflitos entre Antonio Correa Barbosa e o padre João Manuel da Silva, primeiro pároco da freguesia, levaram o último a solicitar transferência em 1776, fazendo com que Piracicaba permanecesse sem serviços religiosos durante os oito anos seguintes. As tensões entre a população local e Correa Barbosa eram aparentemente frequentes, a ponto de, em 1786, ocorrer uma representação coletiva junto ao capitão-general da Capitania de São Paulo contra o chamado Povoador de Piracicaba.
O terreno irregular e infértil da margem esquerda do rio provocou, em 1784, uma mudança da sede da freguesia para a margem direita do rio. De acordo com o historiador Joaquim Silveira Melo, “com o abandono da colônia de Iguatemi, ficaram sendo de pouca importância os motivos da existência da povoação na margem direita do Piracicaba; não havia mais necessidade de estaleiro para a fabricação de canoas e nem do rio como barreira que dificultasse aos soldados e degredados apanharem durante a noite a estrada para Itu, e por isso promoveram o capitão diretor António Corrêa Barbosa e o vigário frei Tomé de Jesus um abaixo-assinado que chegou às mãos do capitão-general Francisco da Cunha Menezes em 6 de junho de 1784, pedindo a mudança da povoação da margem direita do rio para o lado fronteiro, na margem esquerda”. Nos anos subsequentes, uma nova igreja e residências foram construídas na área escolhida para a freguesia de Piracicaba, parte da antiga sesmaria de Felipe Cardoso, crescendo a agricultura em virtude da fertilidade das terras roxas da margem esquerda do rio. Com efeito, há registro de diversas sesmarias concedidas em Piracicaba no ano de 1795, o que revela a ampliação das áreas de cultivo nos arredores da freguesia.
No início do século XIX, a região se desenvolveu, baseada na navegação do rio Piracicaba e no cultivo da cana-de-açúcar, o qual era baseado maciçamente no trabalho de negros escravizados. Em 1808, o terreno da freguesia foi delineado a mando do capitão-general Franca e Horta, com ruas com largura uniforme, formando ângulos retos e quadras regulares, de forma a facilitar a demarcação de terrenos públicos e privados. Anos depois, em 1821, a freguesia foi elevada à condição de vila, com o nome de Vila Nova da Constituição, em homenagem à Constituição Portuguesa que estava em fase de aprovação naquele ano. A nova vila foi constituída a partir de territórios antes pertencentes às vilas de Itu e Porto Feliz. Com a elevação à condição de vila e com o desenvolvimento do cultivo da cana-de-açúcar, a então Vila Nova da Constituição passou por um significativo ciclo de crescimento econômico. Já em 11 de agosto de 1822, foi realizada a primeira reunião da que viria a ser a futura Câmara de Vereadores da cidade.

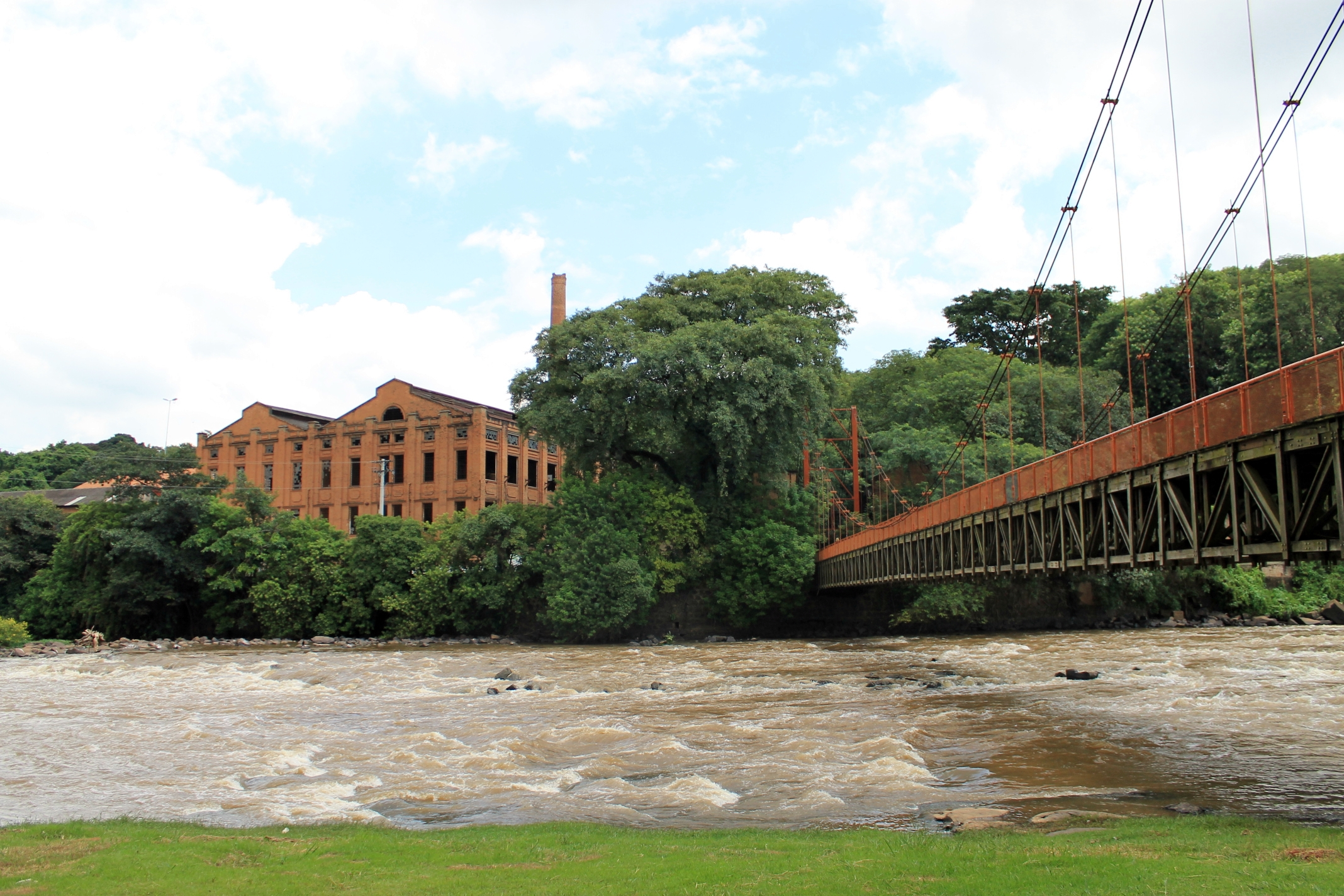
Engenho Central de Piracicaba, fundado em 1881.

Piracicaba desenvolveu-se rapidamente, tornado-se a principal cidade da região e polarizando outras vilas que dariam origem às cidades de São Pedro, Limeira, Capivari, Rio Claro e Santa Bárbara d'Oeste. A cidade permaneceu vinculada ao cultivo de cana-de-açúcar, ignorando a chegada do café no Oeste Paulista, cultivo que se tornaria o motor da economia paulista no final do século XIX. Devido ao cultivo da cana-de-açúcar, a região tornou-se um dos principais polos escravocratas no Oeste Paulista, com grande presença de escravos e libertos negros. De acordo com levantamentos de 1817, período em que Piracicaba ainda era uma freguesia, as fazendas e engenhos-de-açúcar locais contavam com cerca de 890 negros escravizados. Em 1887, às vésperas da Abolição, aproximadamente 5.663 africanos e afro-brasileiros trabalhavam em regime de escravidão em Piracicaba, fazendo do município a terceira cidade – à época com cerca de 22.000 habitantes livres – com mais escravos em São Paulo. No entanto, em 1847, o Senador Nicolau Pereira de Campos Vergueiro (conhecido como Senador Vergueiro), proprietário da Fazenda Ibicaba (na época pertencente ao território de Piracicaba), foi pioneiro em adotar a mão-de-obra imigrante assalariada em substituição aos escravos africanos, contratando famílias suíças e alemãs.
Em 1877, a cidade passou a ter ligação ferroviária da Companhia Ytuana de Estradas de Ferro com Itu e Jundiaí, via Capivari e Indaiatuba. No mesmo ano, por intermédio de seu então vereador e futuro presidente da República, Prudente de Morais, a cidade adotou o nome de "Piracicaba", abandonando a denominação portuguesa de Vila Nova da Constituição. No ano de 1881, às margens do rio Piracicaba, foi fundado o Engenho Central de Piracicaba, que viria a se tornar um dos maiores engenhos de açúcar do Brasil nos anos seguintes.

### Séculos XX e XXI

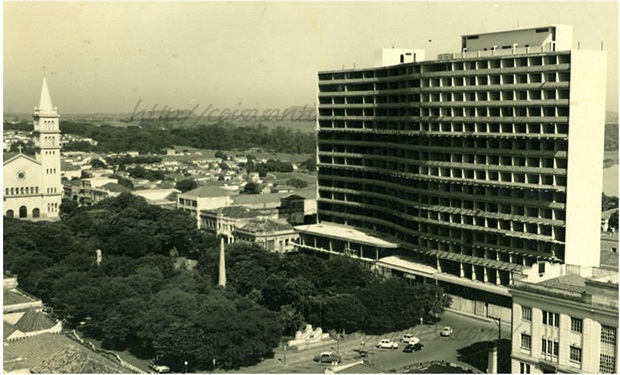
Vista do Edifício Luiz de Queiroz, local onde atualmente está instalado o Poupa Tempo, em meados do século XX

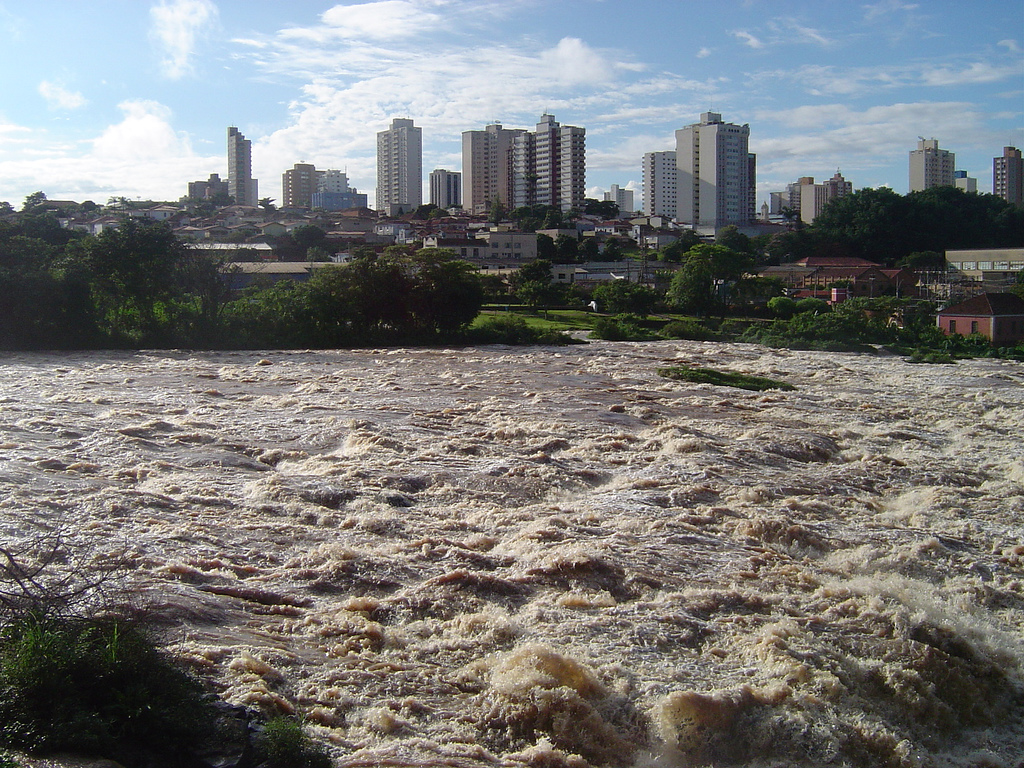
A cidade atualmente, com o rio Piracicaba em primeiro plano, em cujas margens ela se desenvolveu.

Em 1900, Piracicaba firmou-se como um dos maiores polos do estado de São Paulo: era a quarta maior cidade do estado, possuía luz elétrica, serviço de telefone e, em terras doadas por Luiz Vicente de Sousa Queiroz, começou a formação da futura Escola Superior de Agricultura Luiz de Queiroz da Universidade de São Paulo. Em 1922, 45 anos após a chegada dos  trilhos da Companhia Ytuana de Estradas de Ferro, Piracicaba passou a ter um ramal da Companhia Paulista de Estradas de Ferro.
No entanto, Piracicaba começou a entrar em uma longa estagnação e leve decadência, que atingiria a cidade durante boa parte do século XX. Com o fim do ciclo do café e a queda constante de preços do açúcar, a economia piracicabana começou a se estagnar. Na tentativa de reversão do cenário, a cidade tornou-se uma das primeiras a se industrializar no país, com a abertura de plantas fabris ligadas ao setor metal-mecânico e de equipamentos destinados a produção de açúcar. A industrialização, ainda muito baseada no ciclo da cana-de-açúcar, impediu a queda maior da cidade, mas não a estagnação. A partir da segunda metade do século XX, a cidade passou a enfrentar mais uma dificuldade para o seu desenvolvimento: o crescimento da cidade de Campinas e seu entorno (atual Região Metropolitana de Campinas).

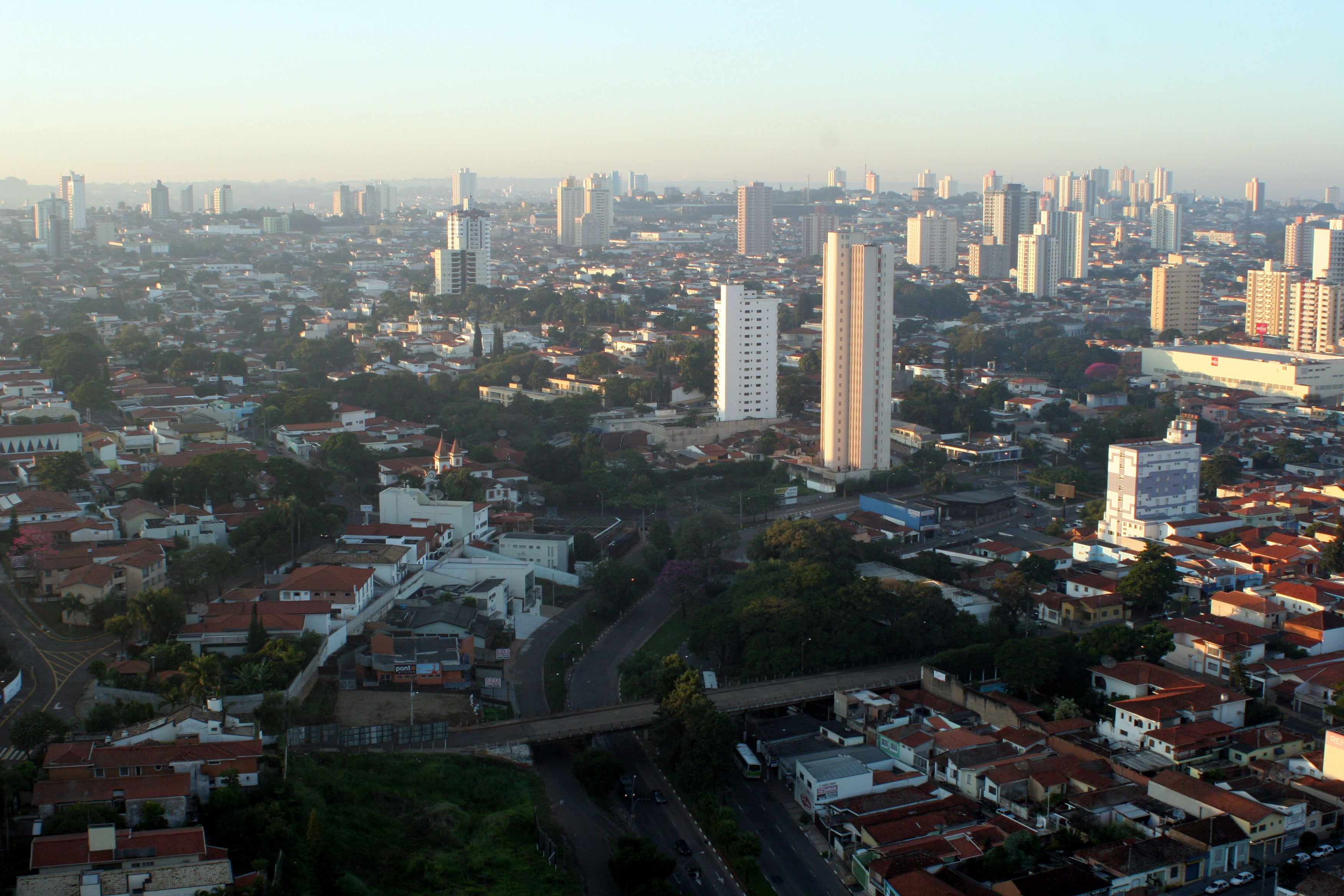
Vista aérea da região central do município

A partir da década de 1970, foram tomadas iniciativas para alavancar a economia piracicabana. Foi construída a Rodovia do Açúcar, ligando a cidade à Rodovia Castelo Branco, o que serviria como uma nova rota de escoamento da produção, bem como garantia de manutenção da influência de Piracicaba na região de Capivari. A Rodovia Luiz de Queiroz é duplicada até a Rodovia Anhanguera, melhorando o acesso à cidade e a ligando com a principal rodovia do Interior de São Paulo. Foram criados distritos industriais e novas empresas chegam à cidade. Paralelamente, a criação do programa federal denominado Pró-álcool, que incentivava o uso automotivo de álcool combustível a partir da cana-de açúcar, modernizou o seu cultivo e ajudou a revigorar a produção canavieira. Outros projetos, porém, não foram realizados, como a Barragem de Santa Maria da Serra (destinada à retomada da navegação no rio Piracicaba, o interligando com a Hidrovia Paraná-Tietê), o alcoolduto e a aproximação da Rodovia Anhanguera da cidade, por meio de um traçado paralelo (tal projeto se concretizou de forma diferente, com o prolongamento da Rodovia dos Bandeirantes, porém passando por Santa Bárbara d'Oeste). Apesar disso, Piracicaba optou por diversificar sua economia, saindo do longo ciclo de estagnação e retomando o crescimento, recebendo diversos e pesados investimentos nas últimas duas décadas.
Em 29 de março de 2006, Piracicaba foi atingida por uma tempestade supercelular histórica, acompanhada de um tornado de intensidade F1 na região do campus da Escola Superior de Agricultura Luiz de Queiroz (Esalq). Devido à tempestade, houve um considerável número de árvores caídas. Segundo dados da Prefeitura Municipal, cerca de 2,7 mil árvores (3% do total da cidade) foram danificadas, incluindo aproximadamente 500 árvores caídas no campus da Esalq e outras 400 no campus Taquaral da Universidade Metodista de Piracicaba (UNIMEP). Foi declarado Estado de Emergência por 60 dias, com prejuízos urbanos estimados em mais de R$1,5 milhão. A produção de cana-de-açúcar também foi severamente impactada, com 350 mil toneladas perdidas devido ao fenômeno. Dados da estação meteorológica da Esalq indicaram ventos máximos de 158,4 km/h. Segundo um estudo publicado pela USP em 2008, o tornado limitou-se apenas ao bairro da Agronomia, onde está situada a Esalq.

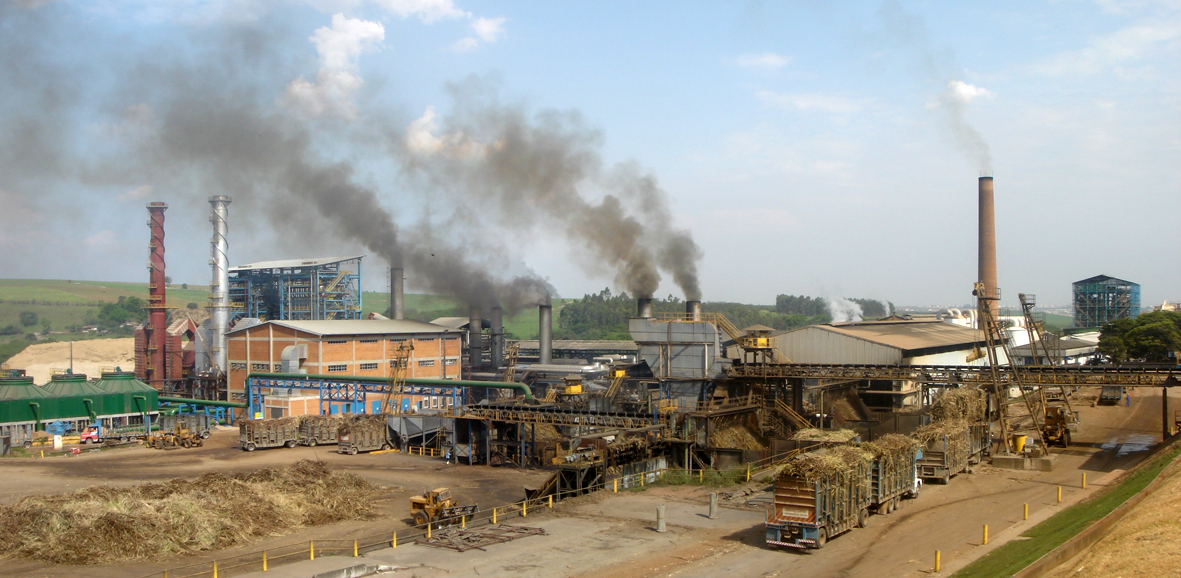
Vista da Usina Costa Pinto, em Piracicaba, fábrica que produz açúcar, etanol e álcool.

O município vem registrando bons índices de desenvolvimento, recuperando áreas degradadas e apostando na biotecnologia e produtos de exportação para o seu desenvolvimento futuro. Em 2012, a cidade de Piracicaba tinha a segunda maior população e a terceira maior economia da Região Administrativa de Campinas (superada apenas por Campinas e Jundiaí), sendo um dos maiores polos de produção sucroalcooleira do mundo, além de contar com um importante centro industrial e diversas universidades de renome.
Em 2012, o município recebeu a fábrica da Hyundai, gerando milhares de empregos e transformando a região, ampliando assim sua participação no setor industrial, passando a ser uma das mais significativas no interior do Estado de São Paulo. Em 2012, segundo o IBGE, o Produto Interno Bruto de Piracicaba foi de R$ 11,9 bilhões. As outras sedes de microrregiões, Limeira e Rio Claro tiveram em 2012, respectivamente, PIB de 7,7 bilhões e 5,8 bilhões. Campinas, Ribeirão Preto e Araraquara, sedes de mesorregiões limítrofes, tiveram, respectivamente, PIB de 42,8 bilhões, 20,3 bilhões e 5,7 bilhões. Em junho de 2012 foi criada a Aglomeração Urbana de Piracicaba, que em 2014 foi listada pelo IBGE entre as 25 maiores regiões administrativas do país em número de habitantes. Em 2015, estava na 20ª posição na lista, com 1,412 milhão de habitantes.

## Geografia

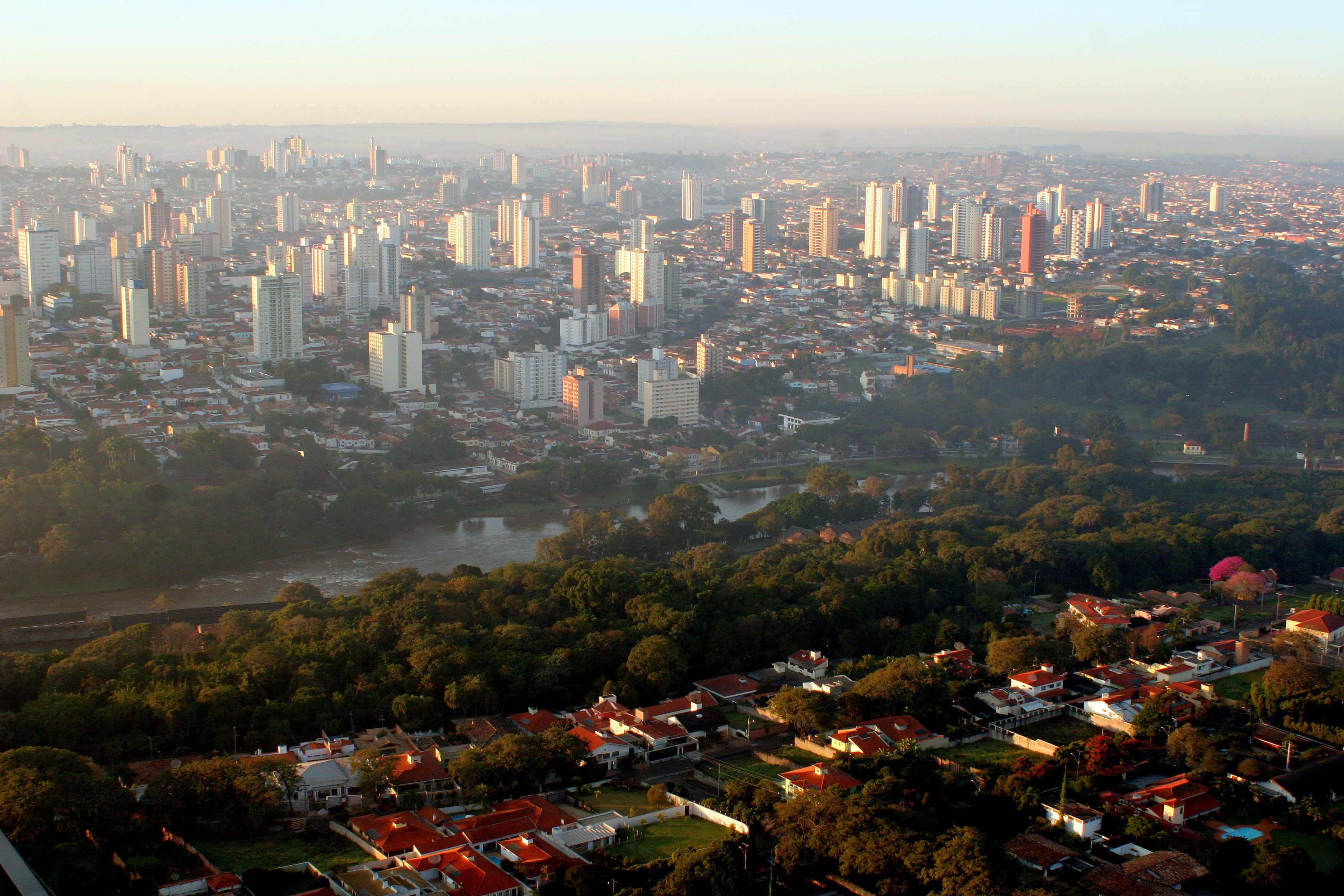
Vista parcial da cidade com o rio Piracicaba a cortando. Observe que na zona urbana o relevo é mais planificado e levemente ondulado.

A área do município é de 1 378,069 km², sendo que desse total 168,824 km² estão em área urbana. De acordo com a divisão regional vigente desde 2017, instituída pelo IBGE, o município pertence às Regiões Geográficas Intermediária de Campinas e Imediata de Piracicaba.
Situa-se a 22º43′30” de latitude sul e 47º38′56” de longitude oeste e está a uma distância de 152 quilômetros a noroeste da capital paulista. Limita-se com: Saltinho, Laranjal Paulista, Rio das Pedras e Tietê (a sul); Santa Bárbara d'Oeste (sudeste); Limeira e Iracemápolis (leste); Rio Claro (nordeste); São Pedro, Charqueada e Ipeúna (norte); Santa Maria da Serra (noroeste); Anhembi (oeste); e Conchas (sudoeste).

### Geomorfologia e hidrografia

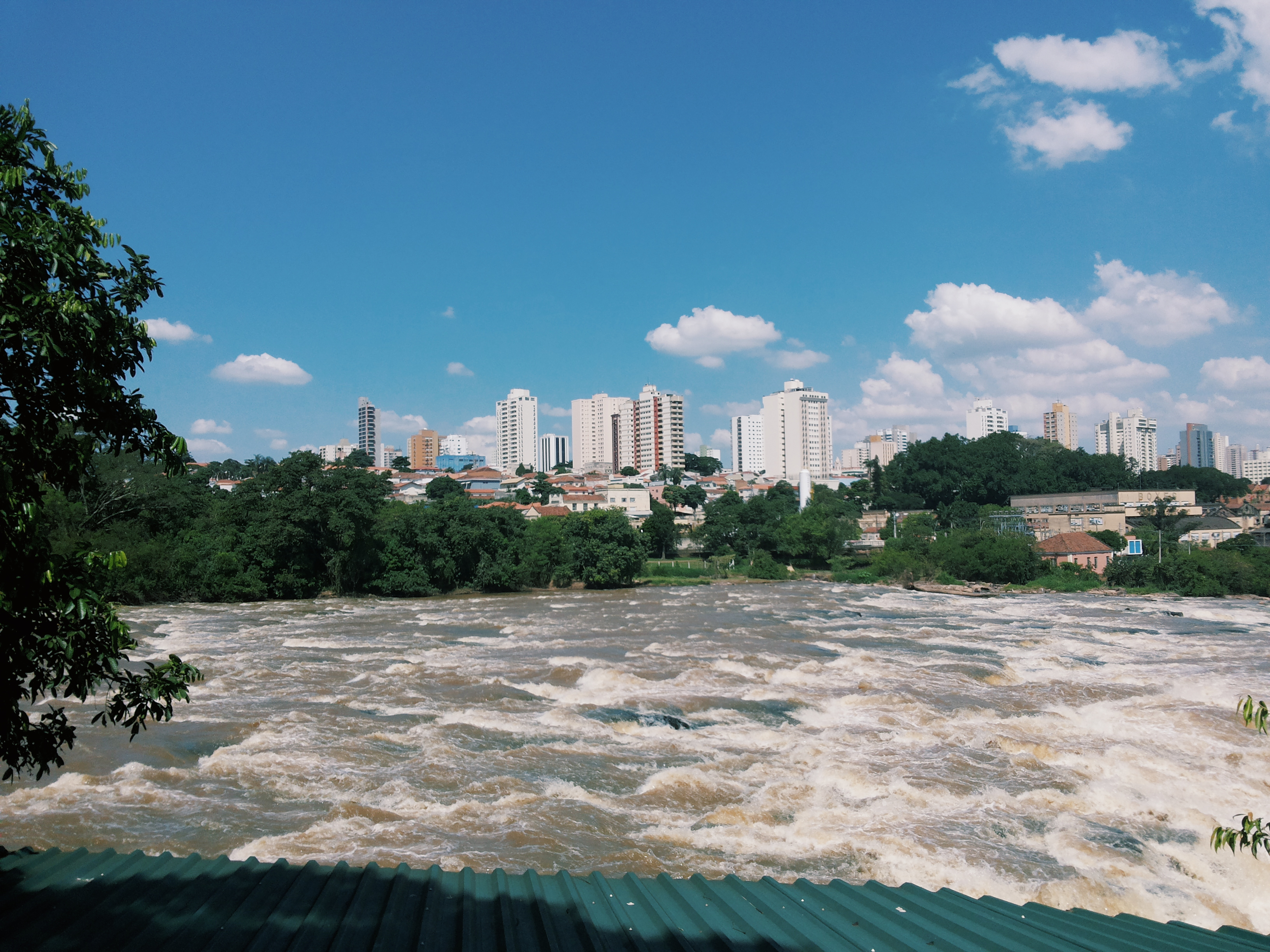
Rio Piracicaba

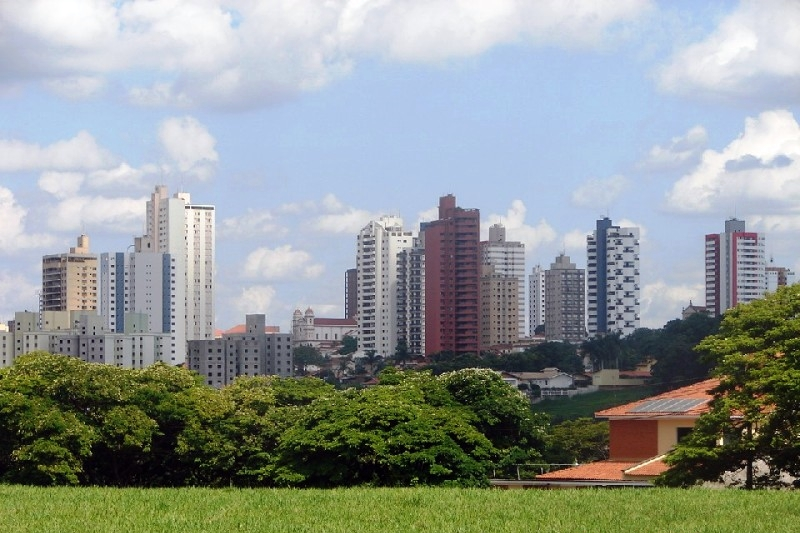
Vista do Centro, a partir da Av. Pres. Kennedy.

No relevo de Piracicaba apresenta-se predominância de áreas acidentadas, sendo que a depressão é maior na parte central de seu território. Ela continua pelo sentido leste-oeste do curso do rio Piracicaba, aumentando sua acentuação no interior da zona urbana a partir do salto do rio Piracicaba. Essa região divide as bacias dos rios Piracicaba e Tietê. Os vales convergidos para o rio Tietê (na região sudoeste do município) e para o rio Piracicaba (região central) têm sentido norte-noroeste e provocam depressões mais acentuadas nestas áreas. As regiões mais baixas têm cerca de 420 m., enquanto que as mais elevadas possuem média de 780 m. A altitude média de Piracicaba é de 528 m, sendo que o município situa-se uma área bastante declivada, sendo a declividade média de 7,8%.
Em Piracicaba ocorre uma grande diversidade de solos, que em determinadas áreas apresentam boa fertilidade, o que acaba em favorecer a agricultura no município. Essa variedade se deve à junção de diversos materiais distintos associada às características de seu relevo acidentado. Os principais solos são os do tipo latossolo, que têm textura média ou argilosa, são densos e aptos para reter água. A fertilidade é variável, sendo predominantemente baixa, necessitando de adubação e adequação para que atinja bons níveis de produtividade. Nas regiões norte, centro e sul há grande presença de podzólicos preenchidos com vários outros tipos de solo (tais como brunizens, litólico, pozólicos e cambissolos), sendo esta a variedade mais usada na agricultura. A oeste de Piracicaba os solos são muito arenosos, tendo fertilidade baixa, pouca capacidade de reter água e tendência a erosões.
A densidade do relevo interfere diretamente no seguimento das redes de drenagem, assim com estas também são capazes de modificar a configuração da superfície. As redes hidrográficas são mais concentradas nas porções central e norte de Piracicaba, sendo que em todo o município o comprimento total das redes é de 2 139 km. Os principais rios que banham o território são o Piracicaba, o Tietê e o Corumbataí.

### Clima

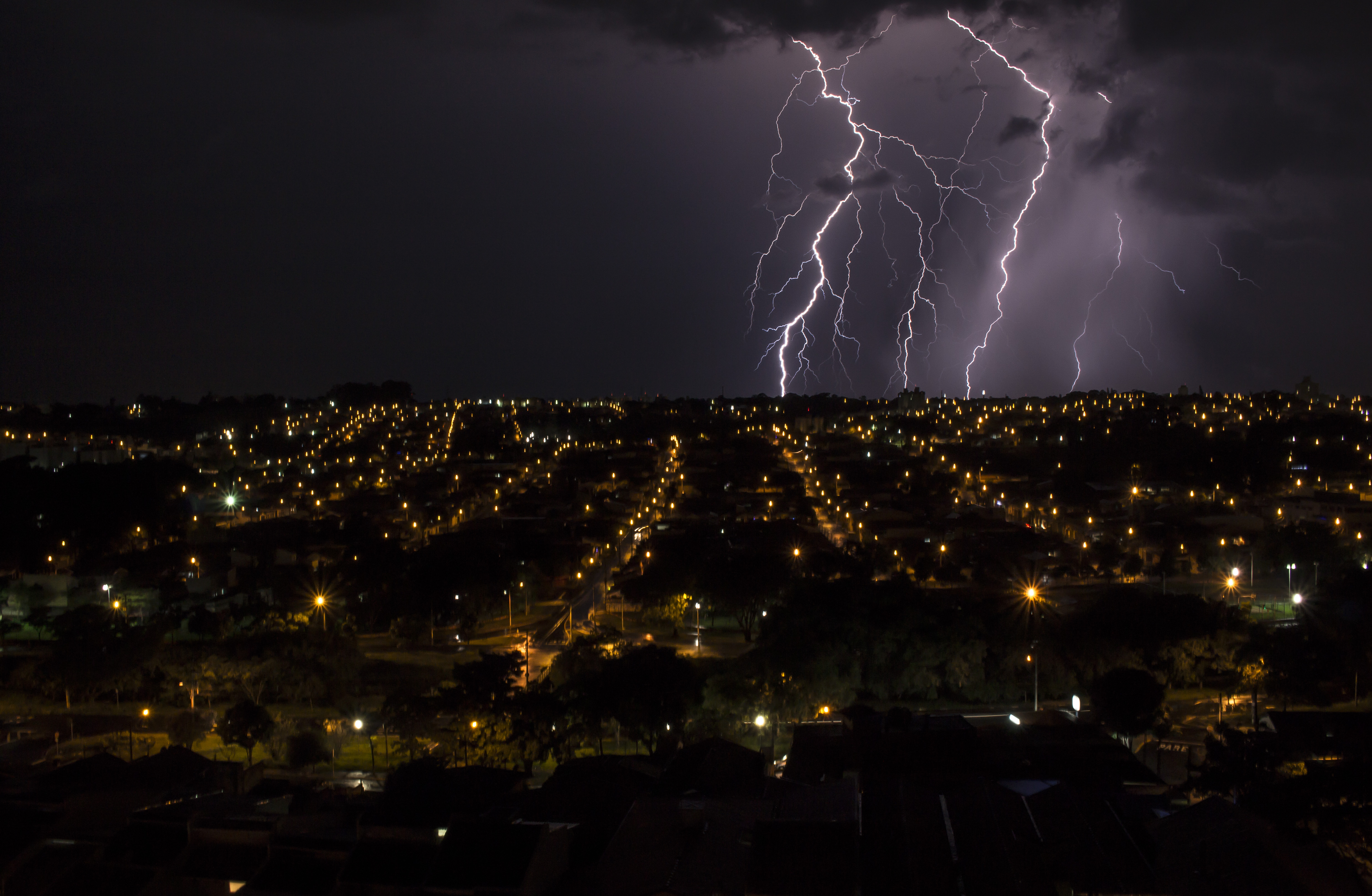
Tempestade se aproxima de Piracicaba em uma noite de primavera

O clima predominante em Piracicaba é o clima tropical com inverno seco (tipo Aw segundo Köppen) desde 1987,  com estações chuvosas e secas e temperatura média anual de 23,9 °C, tendo invernos com pouca precipitação e amenos (raramente frios de forma demasiada) e verões chuvosos com temperaturas altas, facilmente ultrapassando a marca de 32°C. No entanto, está cada vez mais comum que, durante os meses de verão, a maior parte das chuvas na cidade fique concentrada em poucos dias, porém dificilmente alcançando a média mensal. Por outro lado, os meses de outubro e novembro, na primavera, têm apresentado precipitações mais regulares e frequentemente acima da média histórica. O mês mais quente, fevereiro, conta com temperatura média de 24,7 °C, sendo a média máxima de 30,5 °C e a mínima de 19,1 °C. E o mês mais frio, julho, com média de 17,7 °C, sendo 25,3 °C e 9,6 °C as médias máxima e mínima, respectivamente. Outono e primavera são estações de transição. Embora fevereiro seja o mês mais quente do ano em Piracicaba em termos de temperatura média, os recordes anuais de temperatura máxima absoluta, que frequentemente ultrapassam os 40°C, costumam ser registrados no trimestre da primavera meteorológica, que inclui setembro, outubro e novembro.
A precipitação média anual é de 1 273,3 mm, sendo julho o mês mais seco, quando ocorrem apenas 28,2 mm. Em janeiro, o mês mais chuvoso, a média fica em 229,5 mm. Nos últimos anos, entretanto, os dias quentes e secos durante o inverno têm sido cada vez mais frequentes, não raro ultrapassando a marca dos 30 °C, especialmente entre julho e setembro. Durante a época das secas e em longos veranicos em pleno período chuvoso também são comuns registros de queimadas em matagais, principalmente na zona rural da cidade, o que contribui com o desmatamento e com o lançamento de poluentes na atmosfera, prejudicando ainda a qualidade do ar. Estas queimadas são muitas vezes propositais, sendo usadas para limpeza do terreno dos canaviais, porém elas foram proibidas.
Piracicaba situa‑se em uma região propícia ao desenvolvimento de tempestades severas, especialmente por sua localização no Corredor de Tornados da América do Sul. Um estudo da Universidade Estadual de Campinas (UNICAMP) realizado em 2012 identificou que a região de Campinas apresenta alta propensão à formação de tornados, e municípios vizinhos como Santa Bárbara d’Oeste e Americana apresentaram entre 20% e 25% de chance anual de ocorrência desses fenômenos.
Eventos com ventos fortes ocorrem com relativa frequência. Segundo um estudo da Universidade de São Paulo (USP) de 2016, a taxa de retorno de ventos acima de 75 km/h na cidade foi estimada em 2,8 ocorrências por ano. Os recordes de velocidade incluem rajadas de 158,4 km/h em 29 de março de 2006 e 136,8 km/h em 21 de julho de 2013, conforme dados da estação meteorológica da ESALQ. Não são raras rajadas acima de 80 km/h; por essa razão, os danos resultantes costumam ser leves e pouco noticiados. Um exemplo foi o evento de 17 de dezembro de 2023, com ventos de até 91,8 km/h, que recebeu pouca repercussão na mídia local, limitando-se à queda de algumas árvores e ao leve destelhamento de uma instituição de ensino.

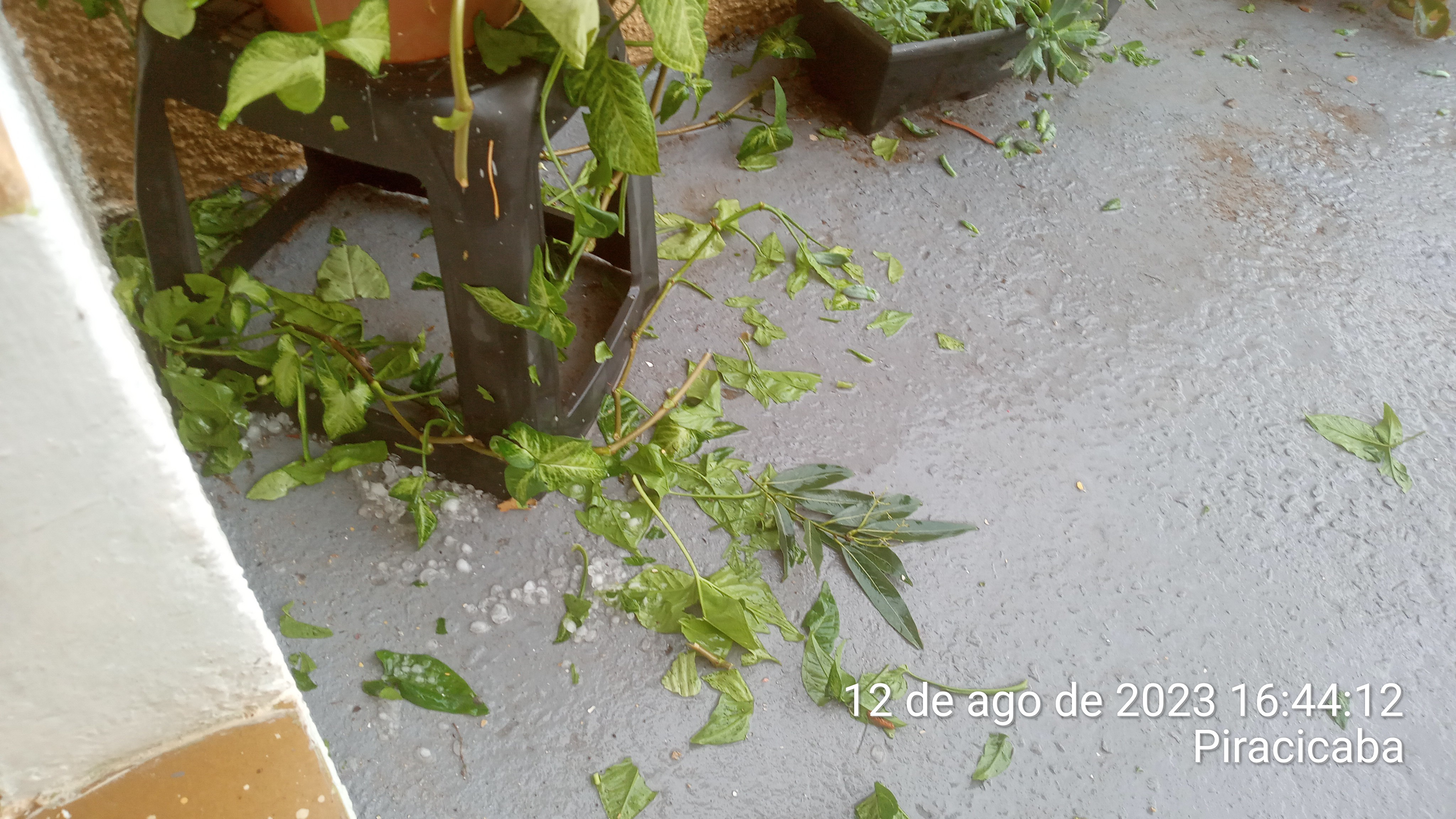
Chuva de granizo na região central de Piracicaba em 12 de agosto de 2023

Os episódios de granizo são esporádicos, porém relativamente comuns, e ocorrem com frequência praticamente anual em Piracicaba, em sua maioria localizados, atingindo poucos bairros (raramente toda a área urbana), e de pequeno porte. Já houve registro de até três episódios de granizo em um único mês, como em fevereiro de 2010 e janeiro de 2015. Também já foram registradas pedras de tamanho significativo em meses fora do período chuvoso, como em 21 de julho de 2013 e 12 de agosto de 2023.
Segundo dados coletados pela Escola Superior de Agricultura Luiz de Queiroz da Universidade de São Paulo (ESALQ) entre 1917 e 2009, a temperatura mínima registrada na cidade foi de −2,6 °C no dia 2 de agosto de 1955 e a máxima foi de 40,2 °C em 18 de novembro de 1985. O maior acumulado de chuva em menos de 24 horas foi de 139,1 mm no dia 25 de maio de 2004, enquanto que o menor índice de umidade relativa do ar (URA) foi de 23% em 29 de agosto de 1963. Os dias com temperaturas acima de 40 °C estão cada vez mais comuns no município. A primeira vez que essa marca havia sido alcançada foi em novembro de 1985, quando a ESALQ registrou 40,2 °C, marcando um recorde histórico de calor. Esse recorde foi quebrado três vezes no ano de 2020, quando a mesma estação registrou temperaturas de 40,4 °C, 40,5 °C e 41,2 °C, todas medidas no mês de outubro. Em 21 de setembro de 2021, o Centro Integrado de Informações Agrometeorológicas (CIIAGRO) marcou 41,5 °C, a maior temperatura já medida oficialmente na história de Piracicaba. O valor também fora divulgado pelo Instituto Agronômico de Campinas (IAC).
| Dados climatológicos para Piracicaba | Dados climatológicos para Piracicaba | Dados climatológicos para Piracicaba | Dados climatológicos para Piracicaba | Dados climatológicos para Piracicaba | Dados climatológicos para Piracicaba | Dados climatológicos para Piracicaba | Dados climatológicos para Piracicaba | Dados climatológicos para Piracicaba | Dados climatológicos para Piracicaba | Dados climatológicos para Piracicaba | Dados climatológicos para Piracicaba | Dados climatológicos para Piracicaba | Dados climatológicos para Piracicaba |
| Mês | Jan                                  | Fev                                  | Mar                                  | Abr                                  | Mai                                  | Jun                                  | Jul                                  | Ago                                  | Set                                  | Out                                  | Nov                                  | Dez                                  | Ano                                  |
| --- | ------------------------------------ | ------------------------------------ | ------------------------------------ | ------------------------------------ | ------------------------------------ | ------------------------------------ | ------------------------------------ | ------------------------------------ | ------------------------------------ | ------------------------------------ | ------------------------------------ | ------------------------------------ | ------------------------------------ |
| Temperatura máxima recorde (°C) | 37,5                                 | 38,5                                 | 37,1                                 | 37,0                                 | 35,3                                 | 32,8                                 | 33,1                                 | 36,3                                 | 41,5                                 | 41,2                                 | 40,5                                 | 38,7                                 | 41,5                                 |
| Temperatura máxima média (°C) | 29,9                                 | 30,3                                 | 30,0                                 | 28,5                                 | 26,1                                 | 25,0                                 | 25,3                                 | 27,4                                 | 28,1                                 | 29,1                                 | 29,6                                 | 29,7                                 | 28,0                                 |
| Temperatura mínima média (°C) | 19,0                                 | 19,1                                 | 18,3                                 | 15,5                                 | 12,1                                 | 10,4                                 | 9,6                                  | 11,1                                 | 13,5                                 | 15,7                                 | 16,8                                 | 18,2                                 | 16,6                                 |
| Temperatura mínima recorde (°C) | 10,2                                 | 11,4                                 | 8,8                                  | 0,8                                  | −0,2                                 | −1,8                                 | −1,8                                 | −2,6                                 | 0,7                                  | 3,0                                  | 8,6                                  | 10,7                                 | −2,6                                 |
| Precipitação (mm) | 229,5                                | 182,6                                | 143,1                                | 63,2                                 | 54,0                                 | 42,4                                 | 28,2                                 | 29,6                                 | 60,8                                 | 110,6                                | 130,9                                | 198,7                                | 1 273,3                              |
| Fonte: Escola Superior de Agricultura Luiz de Queiroz da Universidade de São Paulo (ESALQ), Centro Integrado de Informações Agrometeorológicas (CIIAGRO) e Instituto Agronômico de Campinas (IAC) |                                      |                                      |                                      |                                      |                                      |                                      |                                      |                                      |                                      |                                      |                                      |                                      |                                      |

### Meio ambiente

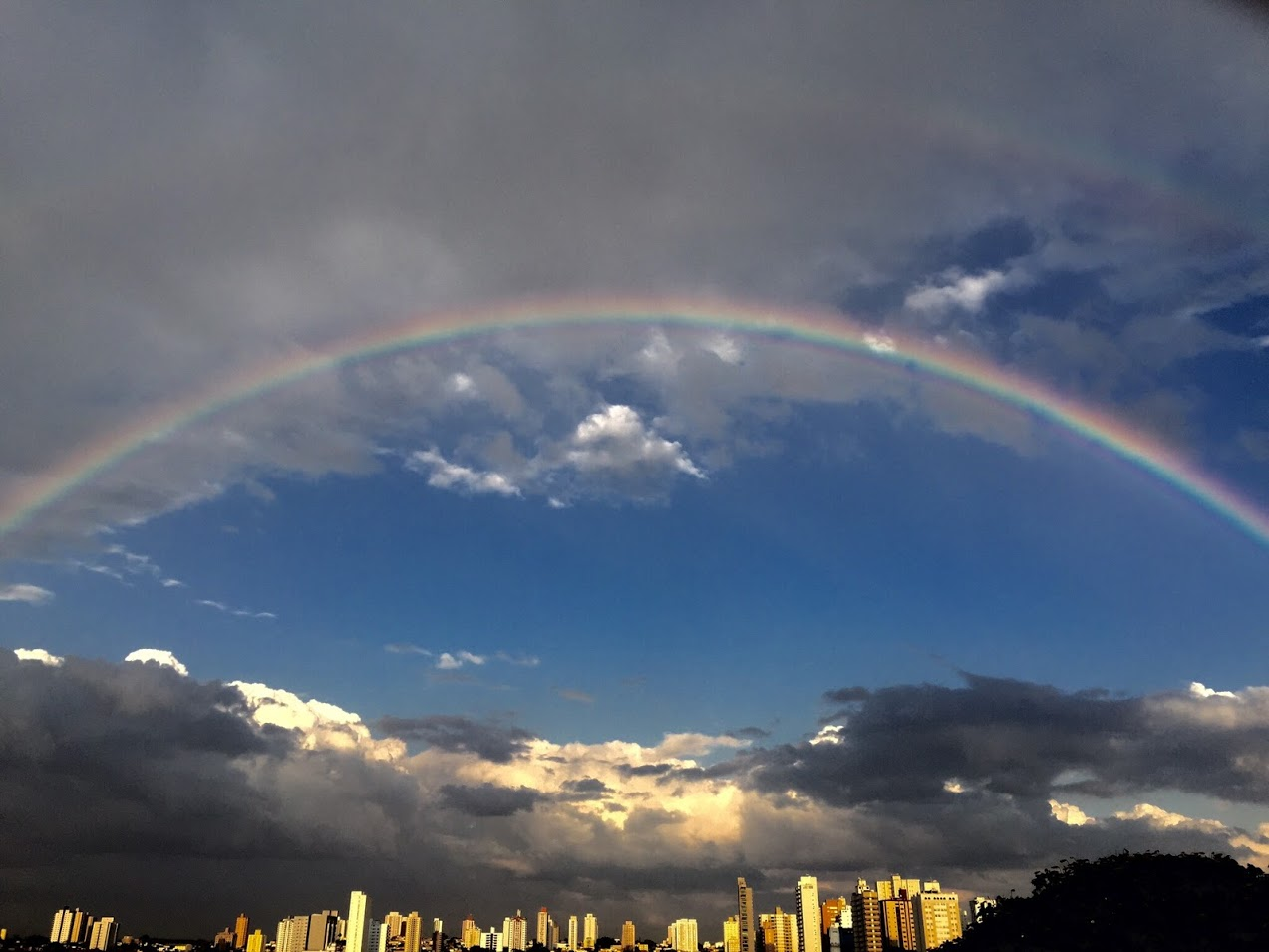
Arco-íris em Piracicaba

A vegetação original e predominante no município é a mata atlântica, sendo que a região possui fragmentos remanescentes de várias unidades fitogeográficas, tais como a floresta estacional semidecidual, a floresta paludosa e a floresta estacional decidual. Também há em alguns trechos (principalmente onde o solo é mais arenoso e há grande ocorrência de erosão) com várias características de cerrado. A ocorrência desses tipos vegetacionais se deve às características edáficas daquele local, das expressões das características geológicas, geomorfológicas e hidrológicas presentes em determinada área.
Os trechos onde há predomínio da floresta estacional semidecidual eram os que predominavam, porém foram em grande parte destruídos em decorrência do crescimento da agricultura e hoje restam poucos fragmentos, que se resumem a áreas de preservação ambiental ou pontos de difícil acesso. Também houve a retirada de madeira durante o século, que era vendida ou usada na construção de ferrovias. As florestas ripárias ocorrem principalmente às margens dos cursos de água, ou seja, parte da mata ciliar do município pertence a esse domínio fitogeográfico. As áreas da floresta latifoliada higrófila têm seus solos encharcados e com inundação quase que permanente, ocorrendo apenas em solos com forte influência hídrica. As florestas estacionais deciduais são as que situam-se sobre solos litólicos (geralmente rasos) e com elevada acidez, tendo baixa capacidade de retenção hídrica do solo na estação seca. Já os cerrados são áreas fora da influência de cursos de água, especialmente em partes elevadas das colinas da depressão periférica e nas regiões englobadas pelo planalto ocidental, sendo bastante confundido com as características das pastagens e de áreas erosivas.

## Demografia
No censo demográfico de 2022 feito pelo Instituto Brasileiro de Geografia e Estatística (IBGE), a população do município era de 423 323 habitantes, apresentando uma densidade populacional de 307,19 hab./km².
Segundo o censo demográfico de 2010, 178 538 habitantes eram homens e 186 334 habitantes mulheres. Ainda segundo o mesmo censo, 355 136 habitantes viviam na zona urbana e 9 736 na zona rural. Já na estimativa divulgada pelo IBGE em 2020, a população municipal era de 407 252 habitantes.
O Índice de Desenvolvimento Humano Municipal (IDH-M) de Piracicaba é considerado alto na classificação do Programa das Nações Unidas para o Desenvolvimento (PNUD). Em 2010, o índice era 0,785, sendo o 50º maior de todo o estado de São Paulo (em 645 municípios) e o 92° de todo Brasil (em um total de 5 565 municípios). A cidade possui a maioria dos indicadores classificados como altos e acima da média nacional segundo o PNUD.

### Pobreza e desigualdade

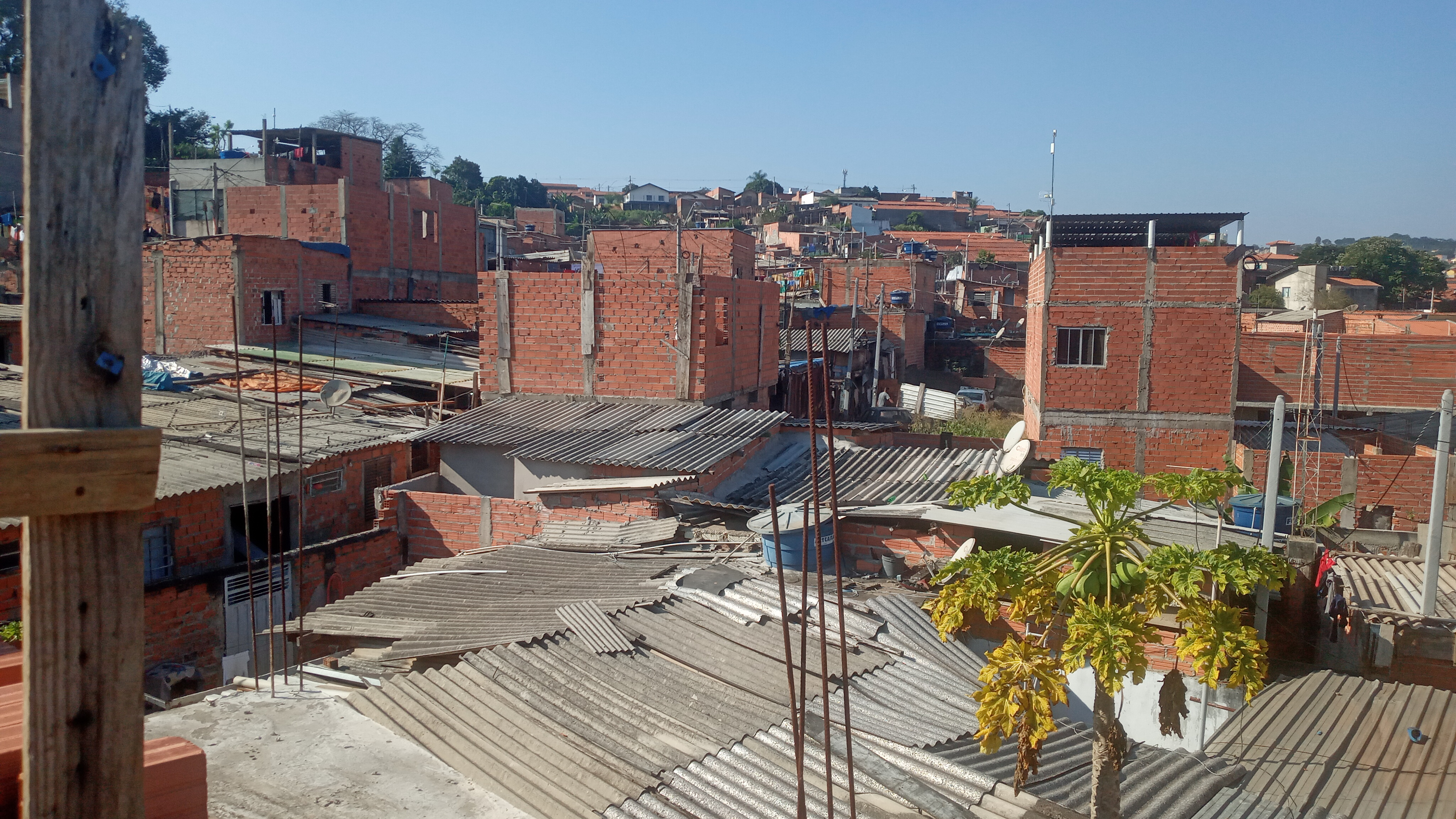
A comunidade Pantanal, localizada no bairro Jardim Itapuã, é uma das favelas de Piracicaba.

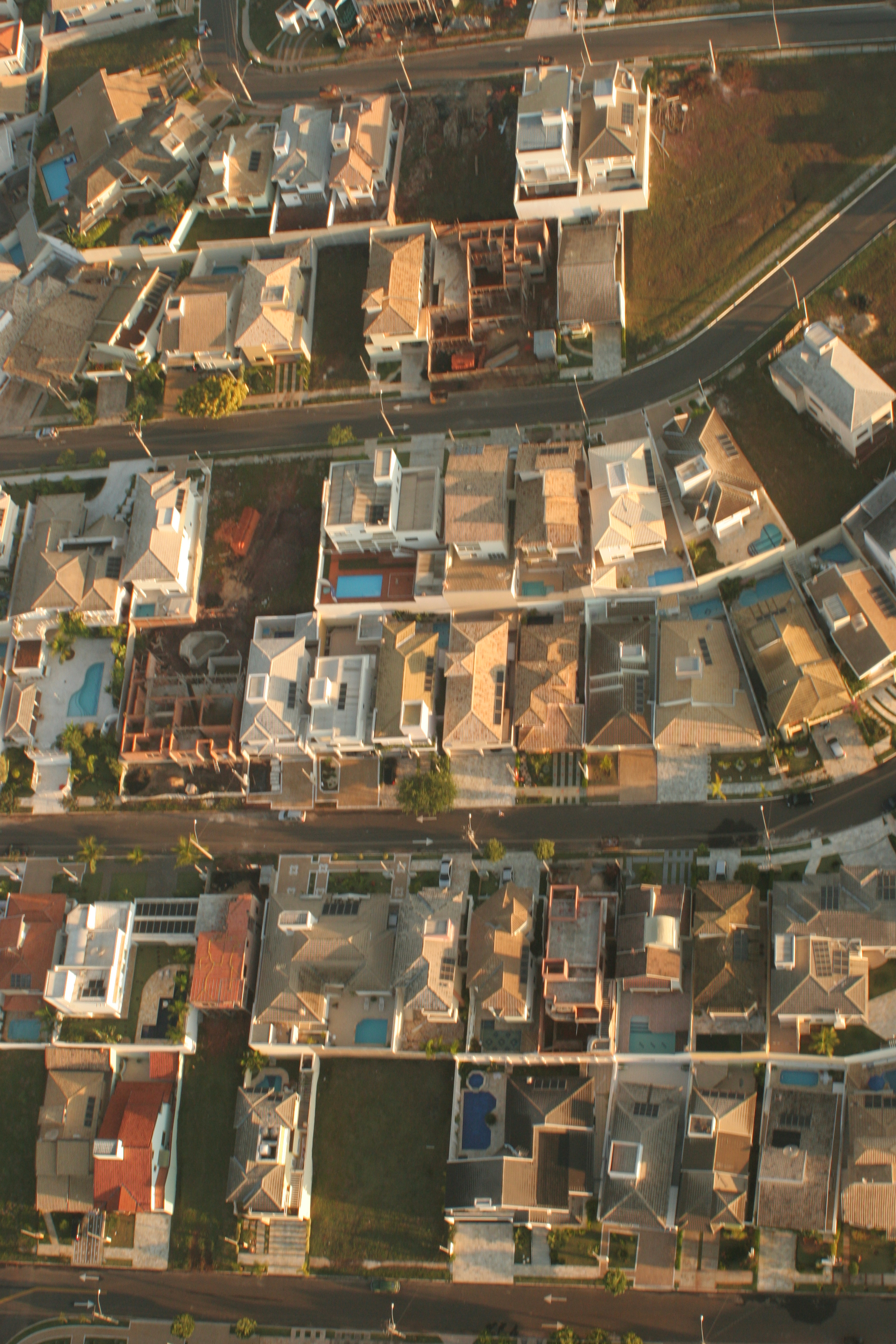
Bairro residencial de classe média da cidade

Segundo o IBGE, no ano de 2003 o coeficiente de Gini, que mede a desigualdade social, era de 0,40, sendo que 1,00 é o pior número e 0,00 é o melhor. Naquele ano, a incidência da pobreza, medida pelo IBGE, era de 15,24%, o limite inferior da incidência de pobreza era de 11,43%, o superior era de 19,05% e a incidência da pobreza subjetiva era de 11,81%. De 1991 a 2010, a proporção de pessoas com renda domiciliar per capita de até meio salário mínimo reduziu em -7,0%. Em 2010 86,4% da população vivia acima da linha da pobreza, 8,4% encontrava-se na linha da pobreza e 5,1% estava abaixo. Em 2000, a participação dos 20% da população mais rica da cidade no rendimento total municipal era de 58,8%, ou seja, 19 vezes superior à dos 20% mais pobres, que era de 3,1%, sendo que em 1991 a participação dos 20% mais pobres era de 4,4%, ou seja, do começo da década de 90 até o ano de 2000 houve crescimento da desigualdade social na cidade.
No ano de 2008, segundo a prefeitura, havia registros de favelas, palafitas e loteamentos irregulares, sendo que em 2000 14 816 habitantes viviam em aglomerados subnormais. O surgimento desses aglomerados na cidade deve-se à conjuntura econômica vivida em Piracicaba na década de 1970, aliada à implantação do Distrito Industrial e ao fenômeno do êxodo rural, o que fez com que milhares de pessoas migrassem para Piracicaba, o que ocasionou um rápido crescimento urbano, porém acompanhado de reflexos negativos na qualidade de vida da população. Os salários baixos e a falta de políticas públicas de habitação fizeram com que a situação se agravasse no decorrer das décadas de 80 e 90.
Para reverter a situação houve a tentativa de remoção de vários núcleos de favelas, porém a resistência da população fez com que em alguns casos fosse preferível a urbanização dos aglomerados subnormais. Em 1990 foi criada a Empresa Municipal de Desenvolvimento Habitacional de Piracicaba (EMDHAP), tendo como função liderar a política habitacional do município e seu desfavelamento. Durante a década de 1990 cerca de 1 500 famílias foram trazidas para loteamentos ou conjuntos habitacionais. Em 1997 passou a ser realizado um processo de regularização fundiária em algumas favelas, nas que não situavam-se em áreas de risco, e houve expedições para obras de urbanização em alguns núcleos, porém uma parte considerável da população ainda carece de infraestrutura. Em 2021, foram contabilizadas 76 favelas em Piracicaba.

### Religião

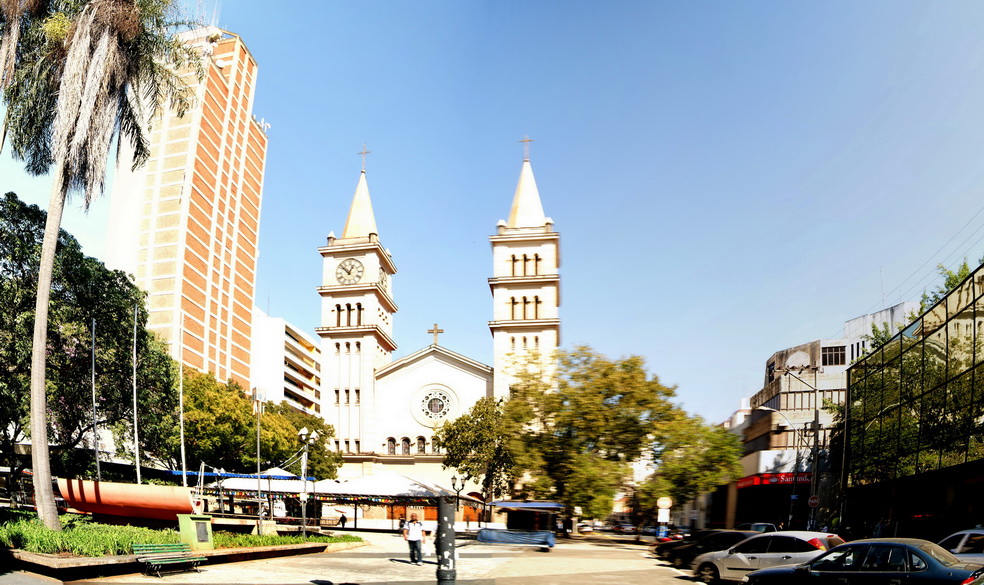
Catedral Santo Antônio

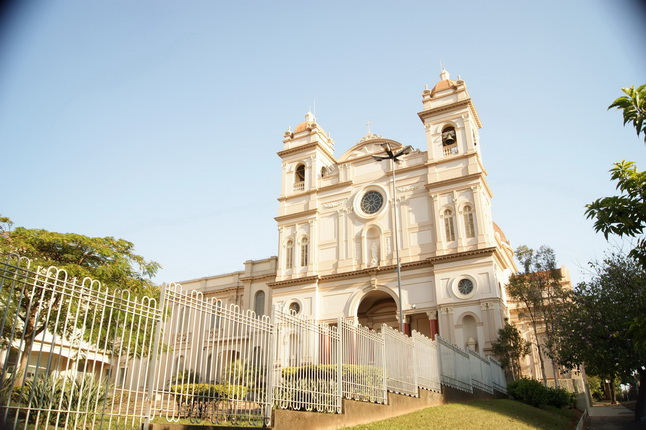
Capela Dom Bosco

Tal qual a variedade cultural verificável em Piracicaba, são diversas as manifestações religiosas presentes na cidade. Embora tenha se desenvolvido sobre uma matriz social eminentemente católica, tanto devido à colonização quanto à imigração — sendo ainda a maioria dos piracicabanos católica —, é possível encontrar na cidade dezenas de denominações protestantes diferentes, assim como a prática do budismo, do islamismo, espiritismo, entre outras. Nas últimas décadas, o budismo e as religiões orientais têm crescido bastante na cidade. Também são consideráveis as comunidades judaica, mórmon, e das religiões afro-brasileiras. De acordo com dados do Censo de 2010 realizado pelo IBGE, a população piracicabana era composta naquele ano por: católicos (59,78%), evangélicos (27,42%), sem religião (7,47%), espíritas (2,29%) e Testemunhas de Jeová (0,95%). Os restantes 2,09% da população residente declararam-se de outras denominações ou de religiosidade indeterminada.
Segundo o censo brasileiro de 2022, a composição religiosa da cidade era de 52,16% católicos, 30,87% evangélicos ou protestantes, 2,32% espíritas, 0,81% umbandistas ou candomblecistas, 0,01% religião tradicional, 4,29% outras religiões, 9,38% irreligiosos, 0,09% não informados e 0,07% não declarados.

#### Igreja Católica Apostólica Romana

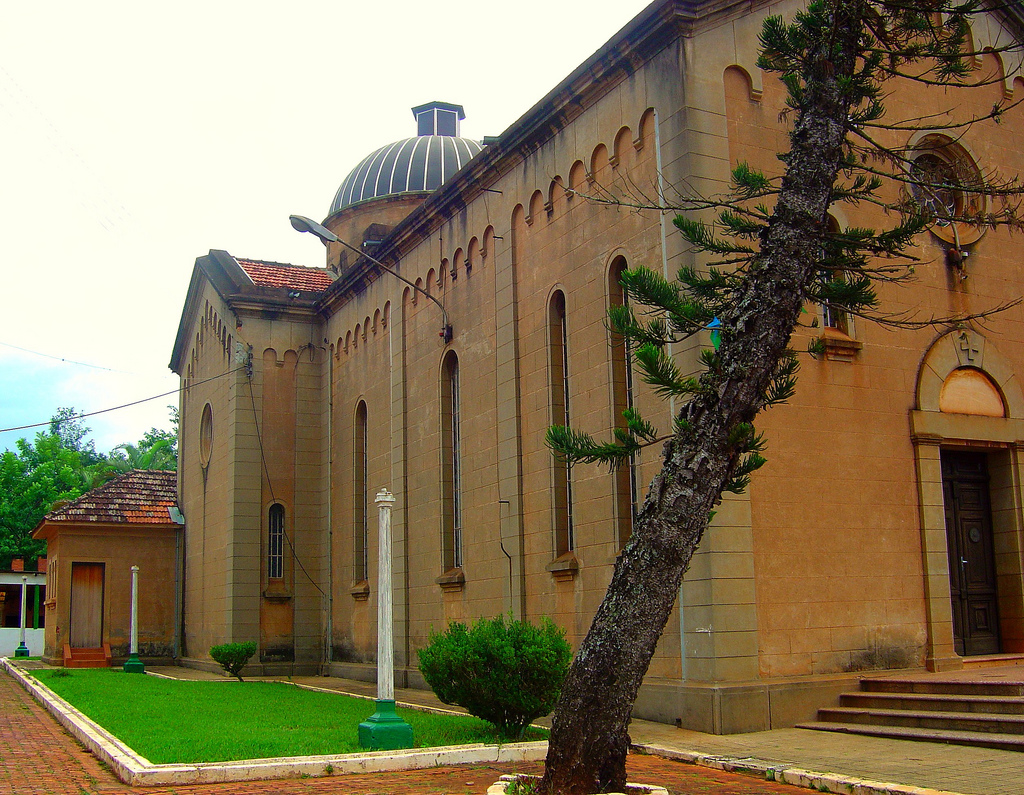
Igreja de Monte Alegre, inaugurada em 1937 tendo sido projetada por Alfredo Volpi.

Segundo divisão feita pela Igreja Católica, o município está situado na Arquidiocese de Campinas, criada em 19 de abril de 1958, e é sede da Diocese de Piracicaba, criada em 21 de junho de 1774 como paróquia e instalada oficialmente como Diocese a 26 de fevereiro de 1944, envolvendo, além de Piracicaba, outros 15 municípios. Em sua organização pastoral, está dividida em seis regiões pastorais, com 57 paróquias e 4 quase-paróquias. A emancipação da Diocese deve-se ao rápido povoamento daquela região no começo do século XX, que consequentemente fez com que o catolicismo se desenvolvesse no lugar.
A catedral de Piracicaba, Catedral de Santo Antônio, é a sede da Diocese de Piracicaba. Foi construída inicialmente como uma igreja matriz no estilo neoclássico, porém com o passar do tempo sua estrutura foi decaindo. Entre 1946 e 1948 passou por reformas, sendo reinaugurada oficialmente em 27 de dezembro de 1950.

#### Igrejas protestantes
A cidade possui os mais diversos credos protestantes ou reformados, como a Comunidade Evangélica Sara Nossa Terra, a Igreja Cristã Maranata, Igreja Luterana, a Igreja Presbiteriana, a Igreja Metodista, a Igreja Episcopal Anglicana, as igrejas batistas, a Igrejas Assembleias de Deus, a Igreja Adventista do Sétimo Dia, a Igreja Mundial do Poder de Deus, a Igreja Universal do Reino de Deus, a Congregação Cristã no Brasil, entre outras. Segundo o Censo de 2010, da população protestante em Piracicaba naquele ano, 18% eram das igrejas evangélicas de origem pentecostal; 1,95% eram das evangélicas de missão e 7,47% pertenciam a outras religiões evangélicas. Existiam também cristãos de várias outras denominações, tais como as Testemunhas de Jeová, que representavam 0,95% da população residente e os membros da Igreja de Jesus Cristo dos Santos dos Últimos Dias (0,28%), também conhecida como Igreja Mórmon.

### Composição étnica

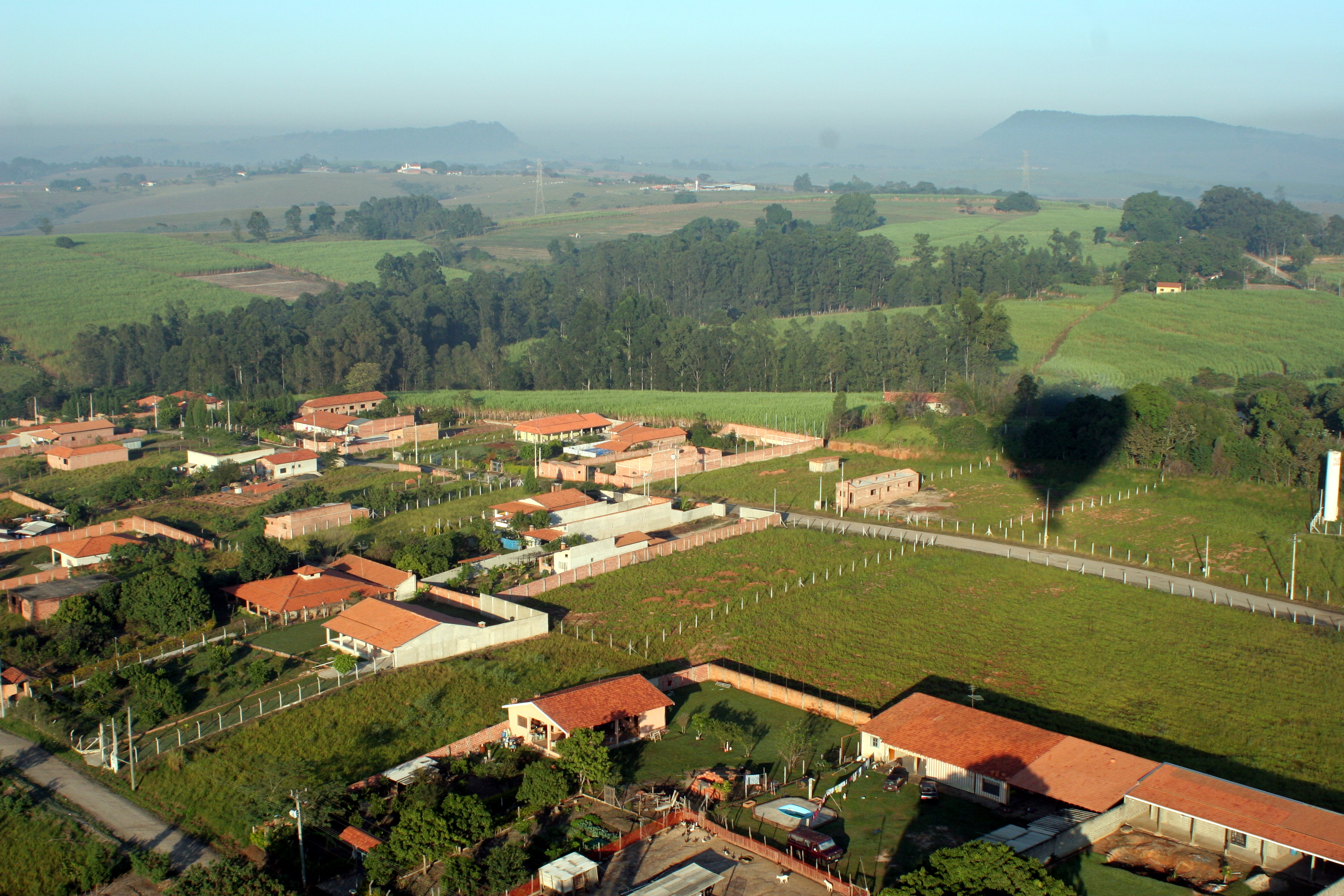
Fazendas na zona rural de Piracicaba. Os imigrantes trouxeram muitos avanços à agricultura.

Em 2022, segundo dados do Censo IBGE daquele ano, a população piracicabana era composta por 272 080 brancos (64,27%); 33 333 pretos (7,87%); 115 484 pardos (27,28%); 2 095 amarelos (0,49%); 320 indígenas (0,08%).
No ano de 2010 havia 892 emigrantes que vieram de outras partes do estado de São Paulo e do Brasil, de acordo com o IBGE.
A chegada de pessoas vindas de outros lugares era mais comum no começo do século XX, sendo que a imigração contribuiu com a agricultura, principalmente com a melhoria da mão de obra no campo. Segundo a Secretaria de Negócios do Interior de São Paulo da época, em 1895 havia 1 200 imigrantes na cidade. Naquele ano, entre os 744 nascidos, 237 tinham pai italiano; 23, espanhóis; 10, portugueses e 7, alemães.
A imigração italiana foi a mais presente em Piracicaba, apesar de também existirem relevantes representações de alemães, suíços, árabes, espanhóis, portugueses, japoneses e ainda negros que trabalhavam como escravos nas plantações, e que depois da abolição da escravidão continuaram a viver na cidade.

## Política e administração

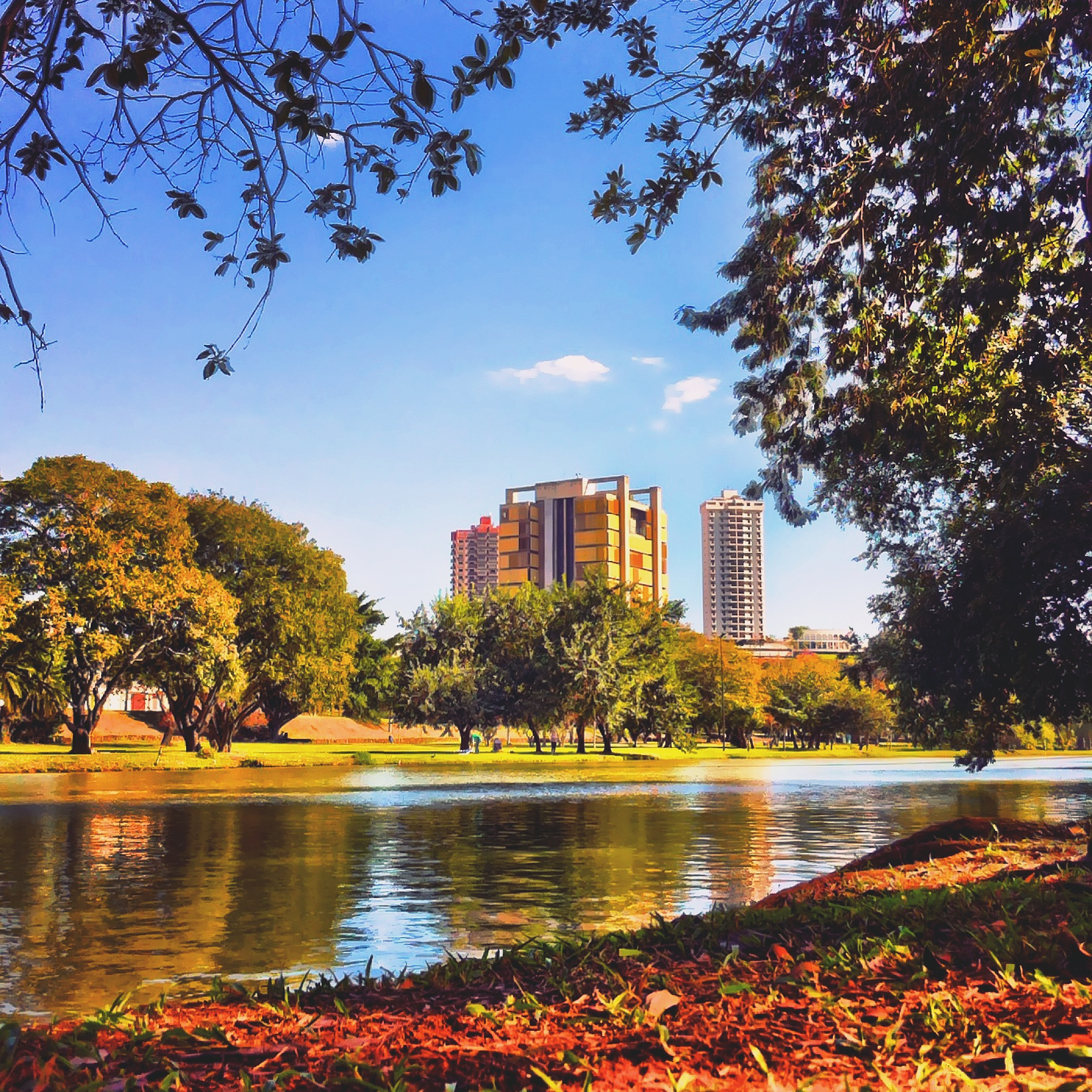
Sede da Prefeitura de Piracicaba a partir do Parque da Rua do Porto

A administração municipal se dá pelo poder executivo e pelo poder legislativo. O primeiro a governar o município foi Paulo Pinto de Almeida, que ficou no cargo de intendente entre 9 de maio e 18 de julho de 1894. Atualmente, o prefeito municipal é Helinho Zanatta, do Partido Social Democrata (PSD), que venceu a eleição de 2024 com 106.399 votos (53,61% dos eleitores) e foi precedido por Luciano Almeida, do Partido Progressista (PP), eleito nas eleições de 2020.
O poder legislativo é constituído pela câmara, composta por 23 vereadores eleitos para mandatos de quatro anos (em observância ao disposto no artigo 29 da Constituição) e está composta da seguinte forma: 3 cadeiras do PL, 3 cadeiras do PSDB, 3 cadeiras do Cidadania, 2 cadeiras da SD, 2 cadeiras do Republicanos, 2 cadeiras do Patriota, 1 cadeira do Podemos, 1 cadeira do PP, 1 cadeira do PDT, 1 cadeira do PSC, 1 cadeira do DEM, 1 cadeira do Avante, 1 cadeira do PT e 1 cadeira do PV.
O município se rege ainda por lei orgânica, que foi promulgada em 1 de agosto de 1996 e entrou em vigor nesta mesma data, e é sede da Comarca de Piracicaba. O município possuía 268 537 eleitores em abril de 2012, o que representava 0,896% do total do estado de São Paulo. Possui uma cidade-irmã, sendo esta Seongnam, Coreia do Sul.

### Subdivisões
A cidade é dividida em cinco distritos, além do Distrito-Sede, sendo eles: Ártemis, Guamium, Ibitiruna, Santa Teresinha de Piracicaba e Tupi. Também há cinco regiões (Norte, Sul, Leste, Oeste e Central), além dos quase 70 bairros oficiais e não oficiais, povoados e loteamentos. A região Norte, que engloba o distrito de Santa Teresinha de Piracicaba e os bairros Algodoal, Areião, Parque Piracicaba, Mário Dedini, Guamium, Jardim Primavera, Santa Rosa, Vale do Sol, Vila Fátima, Vila Industrial e Vila Sônia, é a região mais populosa, com 69 276 habitantes, segundo o IBGE em 2000. Já a Região Sul, que é composta pelos bairros Verde, Paulista, Água Branca, Campestre, Higienópolis, Jardim Califórnia, Jardim Caxambu, Jardim Elite, Monte Líbano, Nova América e Pauliceia, é a segunda mais populosa, com 66 486 habitantes.

## Economia

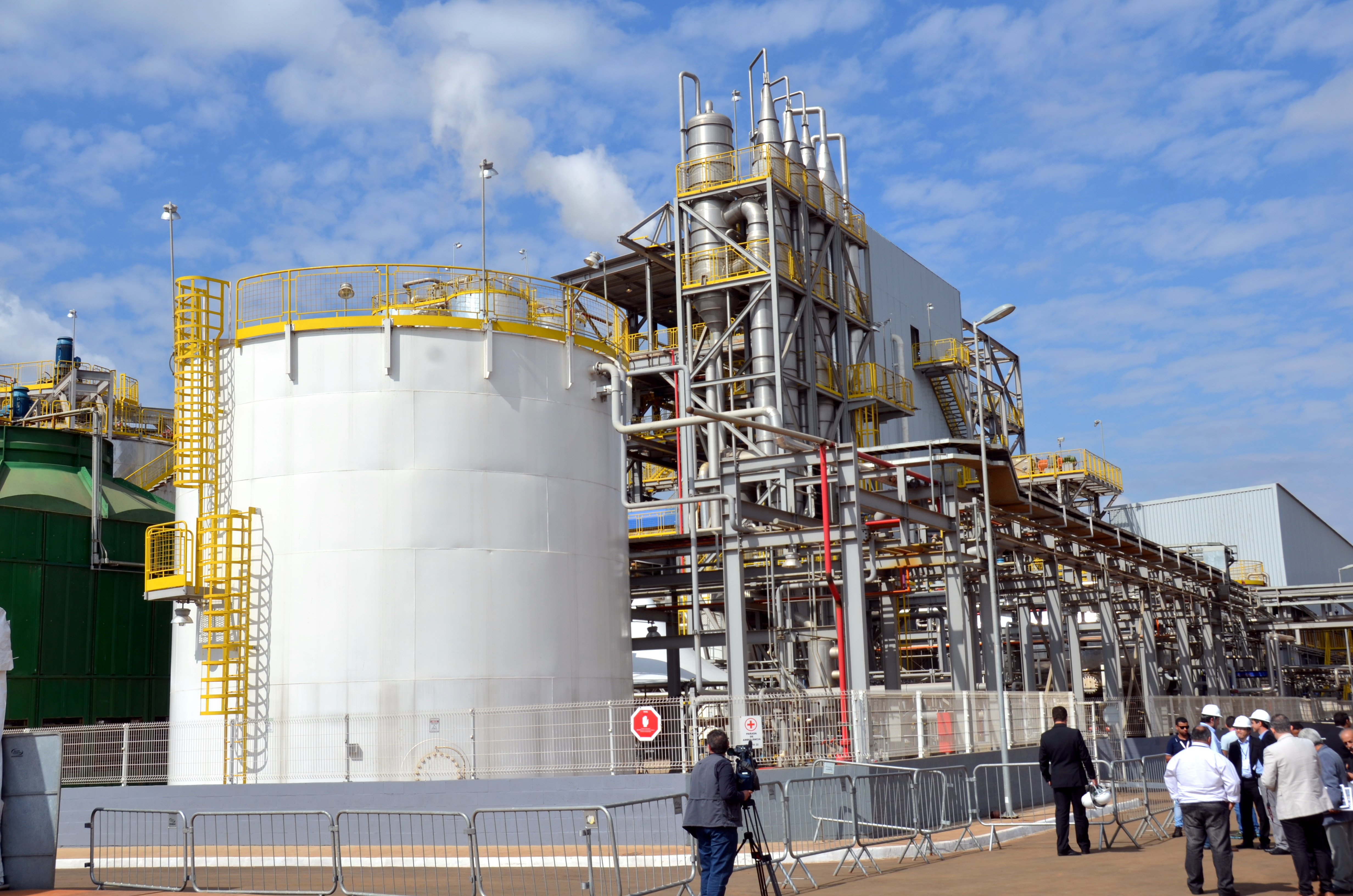
Planta de etanol de segunda geração da Raízen

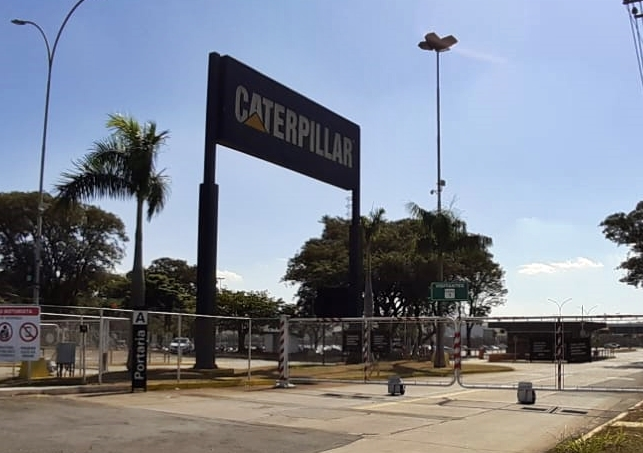
Fábrica da Caterpillar em Piracicaba

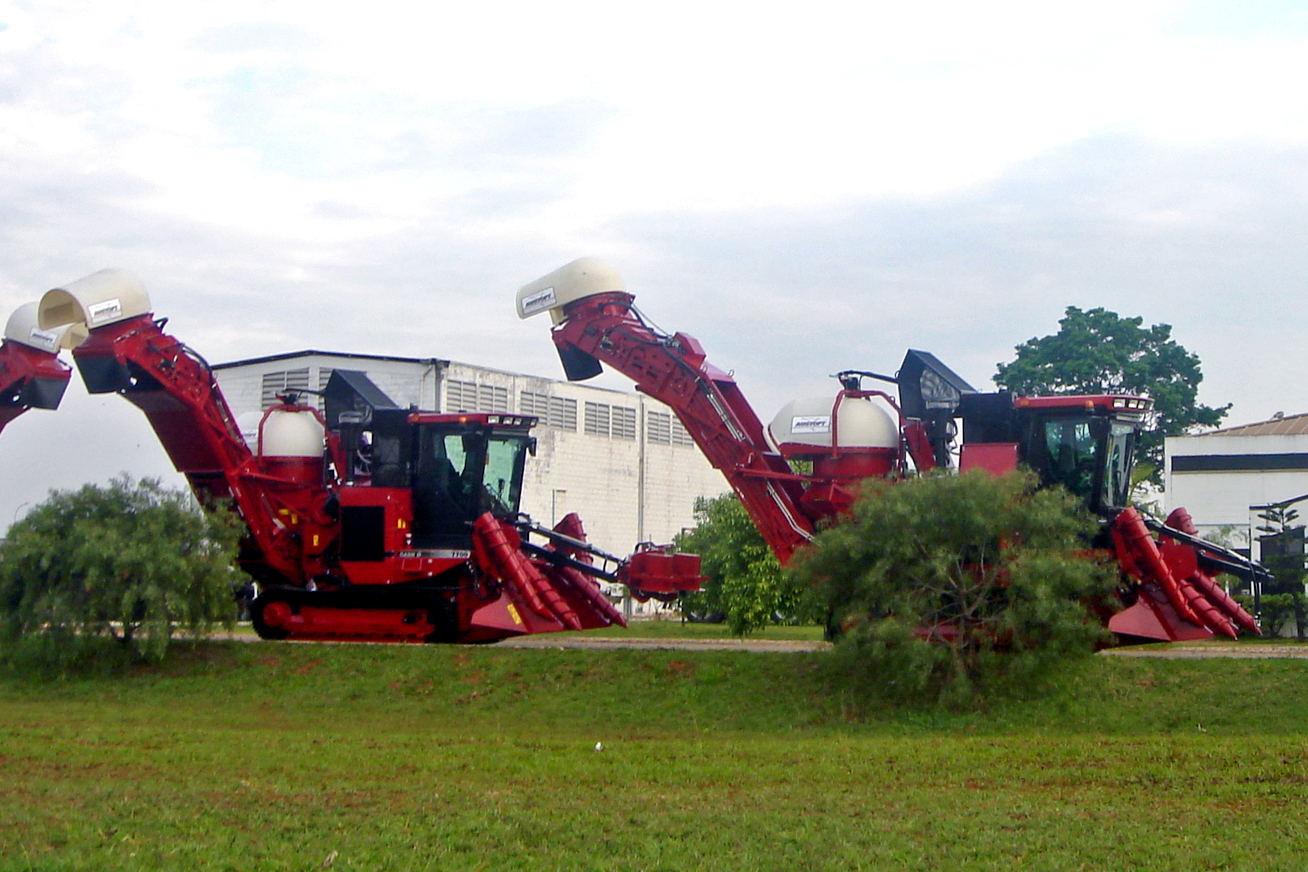
Colheitadeiras no pátio da empresa Case IH, do grupo CNH Global, instalada em Piracicaba.

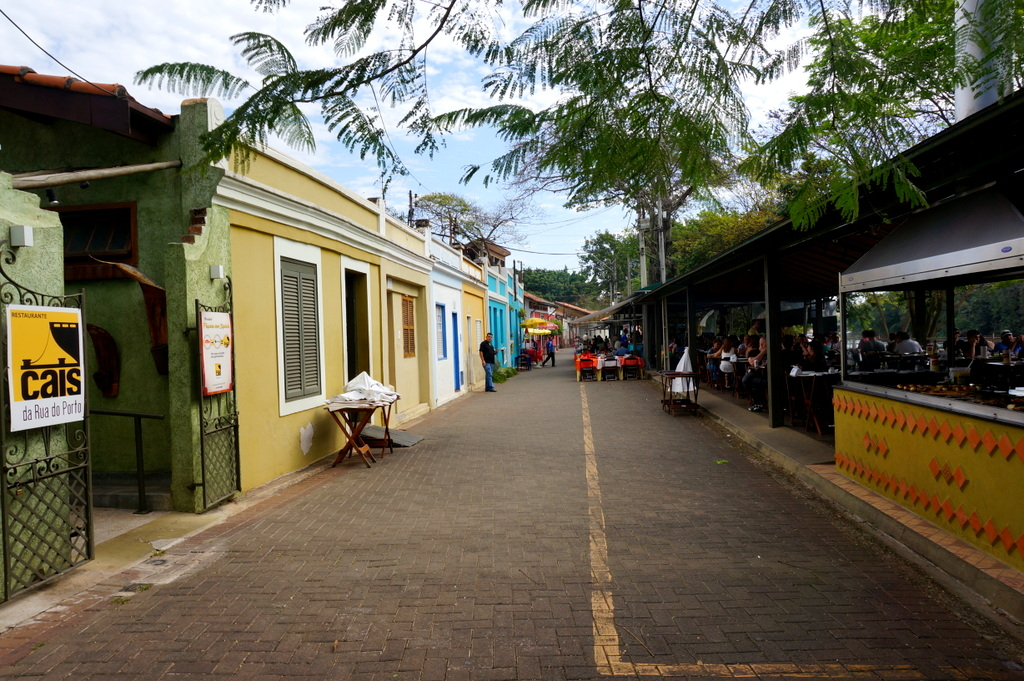
Rua do Porto

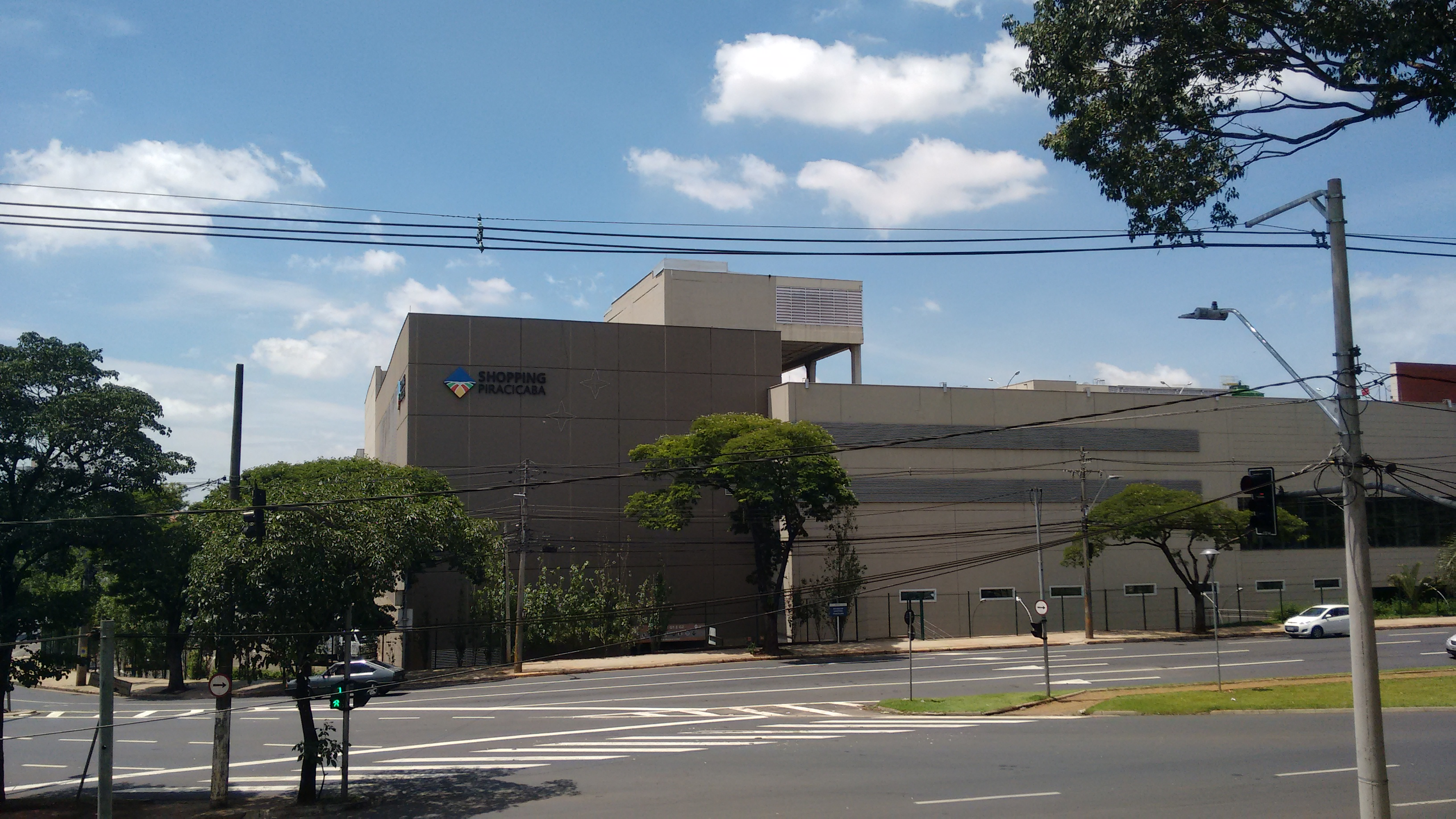
Shopping Piracicaba

Em 2012, o Produto Interno Bruto (PIB) de Piracicaba era o maior da Microrregião de Piracicaba, o 14º maior do estado de São Paulo e o 52 de todo o país. De acordo com dados do IBGE, relativos a 2012, o PIB do município era de R$ 11 887 388 mil., 1 962 724 mil. eram de impostos sobre produtos líquidos de subsídios a preços correntes. O PIB per capita era de R$ 32 135,11 Em 2000, o Índice de Desenvolvimento Humano (IDH) de renda era de  0,795, sendo que o do Brasil naquele ano era de 0,723. A cidade é a quinta cidade do estado em valor de exportações.
De acordo com o IBGE, a cidade possuía, no ano de 2010, 15 055 unidades locais e 14 522 empresas e estabelecimentos comerciais atuantes. 138 654 trabalhadores eram classificados como pessoal ocupado total e 118 295 categorizavam-se em pessoal ocupado assalariado. Salários juntamente com outras remunerações somavam 2 925 666 mil. reais e o salário médio mensal de todo município era de 3,8 salários mínimos. Até a década de 1950 a economia da cidade era totalmente dependente da agricultura, e isso, aliado ao grande desenvolvimento da Região Metropolitana de Campinas (RMC), fez com que a cidade passasse por uma difícil situação financeira, mas a construção de rodovias e os investimentos em agroindústria ajudaram a reverter essa situação. O setor agrícola passou a se concentrar na produção sucroalcooleira. Além desta significativa atividade agrícola, Piracicaba tem um dos principais centros industriais da região e conta com diversas universidades.
Setor primário
Segundo o IBGE, em 2012 a agricultura era o setor menos relevante da economia de Piracicaba. De todo o PIB da cidade 171 392 mil reais era o valor adicionado bruto da agropecuária. Segundo o IBGE em 2013, o município contava com cerca de 52 477 bovinos, 1 257 equinos, 165 bubalinos, 7 240 suínos, 319 caprinos e 3 965 ovinos. Havia 4 800 000 aves, dentre estas 4 709 920 eram galos, frangas, frangos e pintinhos, 90 080 galinhas e 460 codornas, sendo que foram produzidas 1 323 mil dúzias de ovos e 8 mil de ovos de codorna. 6 050 vacas foram ordenhadas, das quais foram produzidos 10 237 mil litros de leite. 635 ovinos foram tosquiados, produzindo um total de 1 410 quilos de lã. Na lavoura temporária foram produzidos a cana-de-açúcar (52 800 hectares cultivados e 4 224 000 toneladas colhidas em 2013), a melancia, 310 hectares plantados e 9 300 toneladas produzidas e o milho (1 790 hectares e 14 130 toneladas colhidas).
Apesar da pouca representatividade na economia municipal o município é considerado como um polo potencial para a agroindústria. A cana-de-açúcar sempre esteve ligada à economia da cidade. Na década de 1950 a cidade dependia essencialmente dela, e devido ao crescimento da cidade houve necessidade de investimentos para que houvesse mais emprego no município, havendo uma modernização no processo de colheita além de investimentos em biotecnologia.
Setor secundário
A indústria, em 2012, era o segundo setor mais relevante para a economia do município. 3 248 627 mil reais do PIB municipal eram do valor adicionado bruto da indústria (setor secundário). O destaque na cidade era para os setores metalúrgico, mecânico, têxtil, alimentício e combustíveis (produção de petroquímicos e de álcool). Da principal fonte de renda do setor primário, a cana-de-açúcar, se retira a matéria prima para fabricação do álcool e do etanol, sendo um dos maiores polos sucroalcooleiros do mundo. Estes setores passaram por um grande desenvolvimento durante o final da segunda metade do século XX, devido à necessidade de investimentos na economia municipal para combater o desemprego.
Um dos principais parques industriais da região está situado em Piracicaba e também foi responsável em melhorar as condições de infraestrutura e emprego na cidade no final do século XX. O distrito industrial Uninorte conta com 72 empresas associadas e quase 1 milhão de metros quadrados, estando situado ao lado do Anel Viário, o que faz com que esteja diretamente ligado às rodovias Anhanguera e dos Bandeirantes.
Setor terciário
A prestação de serviços rendia em 2012 3 248 627 mil reais ao PIB municipal, sendo a maior fonte geradora do PIB piracicabano. O comércio na cidade começou a desenvolver-se e apresentar-se mais representativo na economia municipal no decorrer da primeira metade do século XX. Em 1941 foi criada a Associação Profissional do Comércio Varejista, passando a sindicato em 1942, denominando-se desde então SINCOMÉRCIO Piracicaba, órgão que ajuda na coordenação do setor comercial na cidade. Na década de 1970 vem para o município o Serviço Social do Comércio (SESC) e na década de 80 é instalada em Piracicaba a unidade do Serviço Nacional de Aprendizagem Comercial (SENAC).

## Estrutura urbana

### Saúde

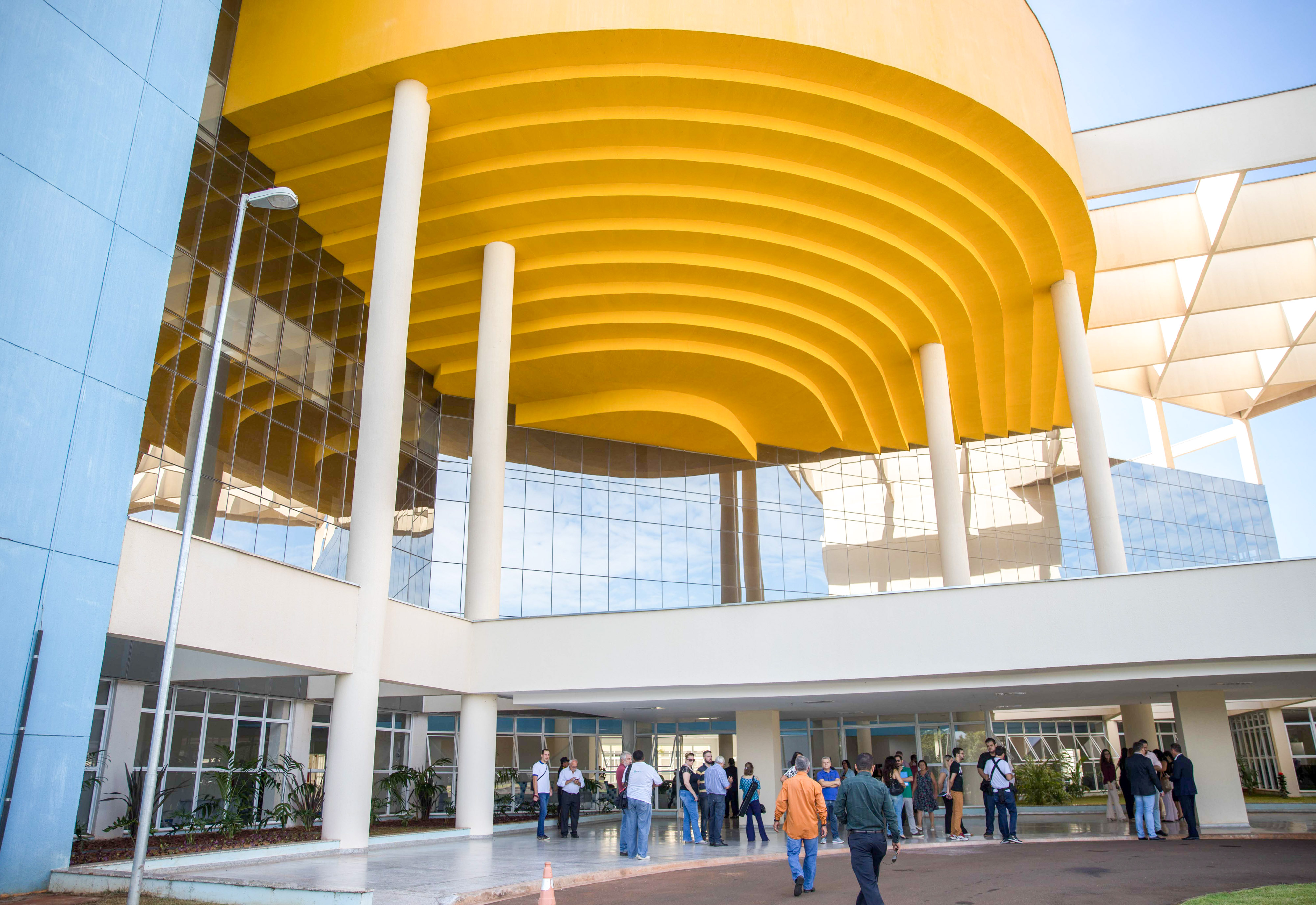
Hospital Regional de Piracicaba

Em 2009, o município possuía 241 estabelecimentos de saúde entre hospitais, pronto-socorros, postos de saúde e serviços odontológicos, sendo 101 deles públicos e 140 privados. Neles a cidade possuía 732 leitos para internação, sendo que 10 estão nos públicos e os 722 restantes estão nos privados. Em 2011 98,5% das crianças menores de 1 ano estavam com a carteira de vacinação em dia. Em 2010 foram registrados 4 736 nascidos, sendo que o índice de mortalidade infantil era de 12,9 a cada mil crianças menores de um ano de idade e 99,9% do total de nascidos vivos tiveram
seus partos assistidos por profissionais qualificados de saúde. Neste mesmo ano 12,9% do total de mulheres grávidas eram de meninas que tinham menos de 20 anos. 22 055 crianças foram pesadas pelo Programa Saúde da Família, sendo que 0,6% delas estavam desnutridas.
Secretaria Municipal de Saúde (SEMS) de Piracicaba é o órgão ligado de forma direta à Prefeitura do Município de Piracicaba e tem por função a manutenção e funcionamento do Sistema Único de Saúde (SUS), assim como a criação de políticas, programas e projetos que visem à saúde municipal. Para emergências a cidade conta com quatro Unidades de Pronto Atendimento (UPAMs dos bairros Vila Cristina, Vila Sônia e Piracicamirim), além do Serviço de Atendimento Móvel de Urgência (SAMU) e a Central de Ortopedia e Traumatologia (COT). Dentre os serviços de apoio são alguns o Hospital Dia, a Central de Fisioterapia Municipal, o Serviço Integrado de Transportes da Secretaria da Saúde (SITSS), a Vigilância Sanitária (VISA), a Vigilância Epidemiológica e a Coordenadoria em Programas de Alimentação e Nutrição (CPAN). São alguns dos serviços de atenção básica presentes em Piracicaba o Programa de Saúde da Família (PSF), as Unidades Básicas de Saúdes (UBS) e o Programa de Saúde da Família.

### Educação

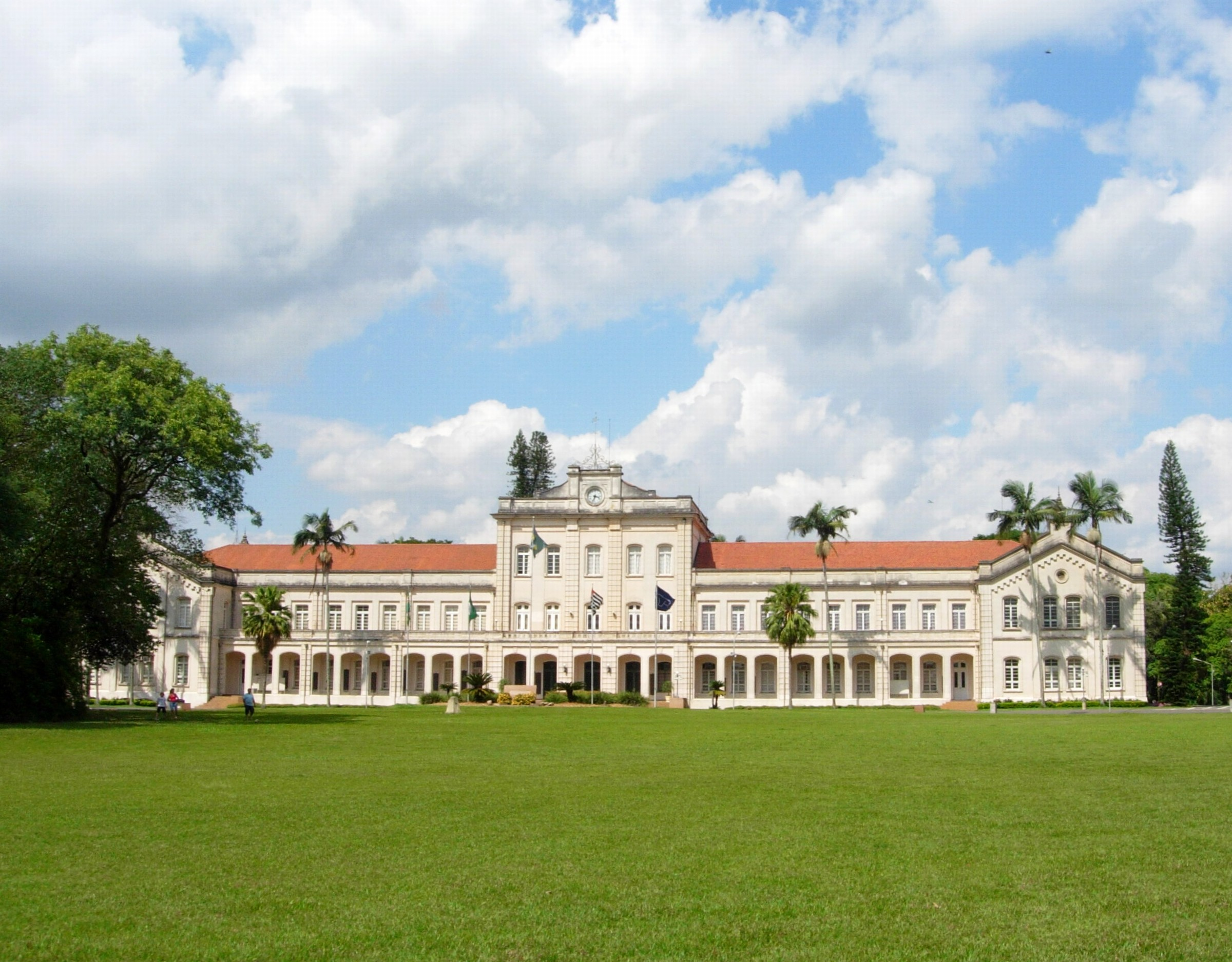
Edifício central da Escola Superior de Agricultura Luiz de Queiroz (ESALQ) da Universidade de São Paulo (USP)

O Índice de Desenvolvimento da Educação Básica (IDEB) médio entre as escolas públicas de Piracicaba era, no ano de 2009, de 4,0 (numa escala de avaliação que vai de nota 1 à 10); valor igual ao das escolas municipais e estaduais de todo o Brasil. Entre as instituições particulares esse índice sobe para 6,1. O valor do Índice de Desenvolvimento Humano (IDH) da educação era de 0,913 (classificado como muito elevado), enquanto o do Brasil é 0,849.
O município contava, em 2009, com aproximadamente 73 658 matrículas nas redes públicas e particulares. Segundo o IBGE, naquele mesmo ano, das 115 escolas do ensino fundamental, 54 pertenciam à rede pública municipal, 36 à rede pública estadual e 25 eram escolas particulares. Dentre as 41 instituições de ensino médio, 46 pertenciam à rede pública estadual, 1 pertencia à rede municipal e 19 às redes particulares. Em 2000, 4,1% das crianças de 7 a 14 anos não estavam cursando o ensino fundamental. A taxa de conclusão, entre jovens de 15 a 17 anos naquele ano, era de 61,2%. O índice de alfabetização da população 15 ou mais de idade, em 2010, era de 96,9%. Em 2006, para cada 100 meninas do ensino fundamental, havia 111 meninos.

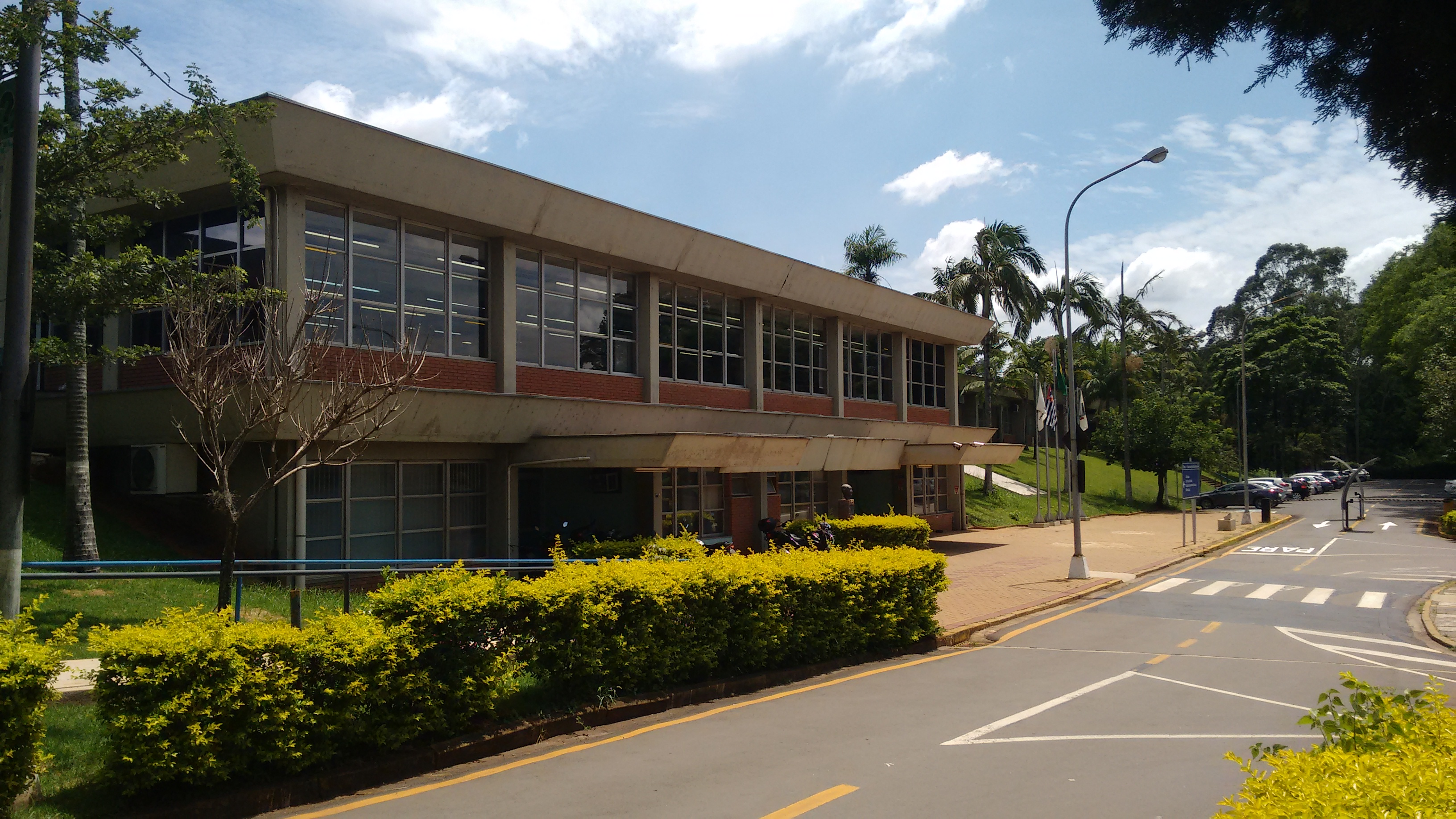
Entrada do prédio principal da Faculdade de Odontologia de Piracicaba (FOP) da Universidade Estadual de Campinas (Unicamp)

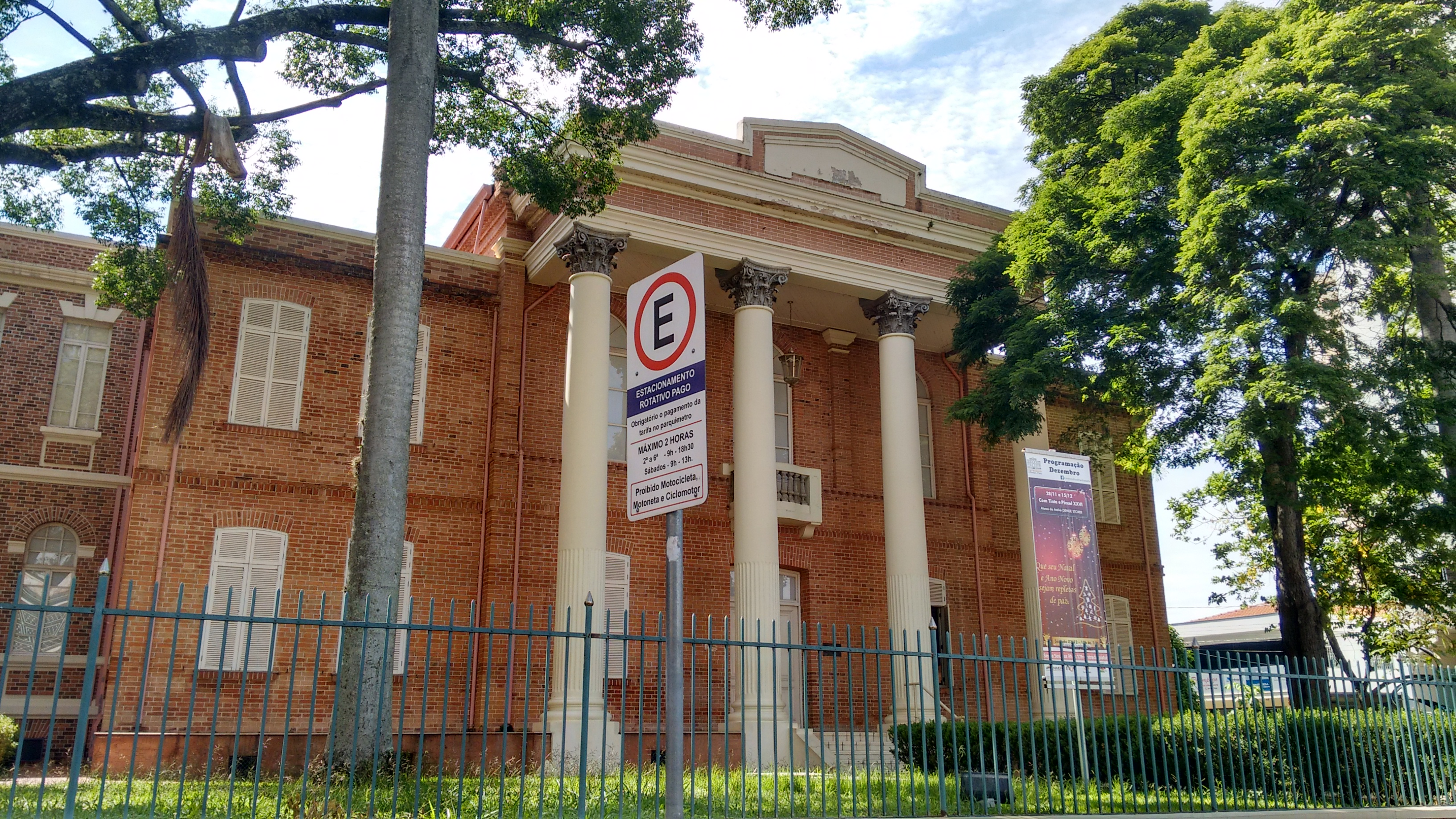
Campus Centro da Universidade Metodista de Piracicaba (Unimep)

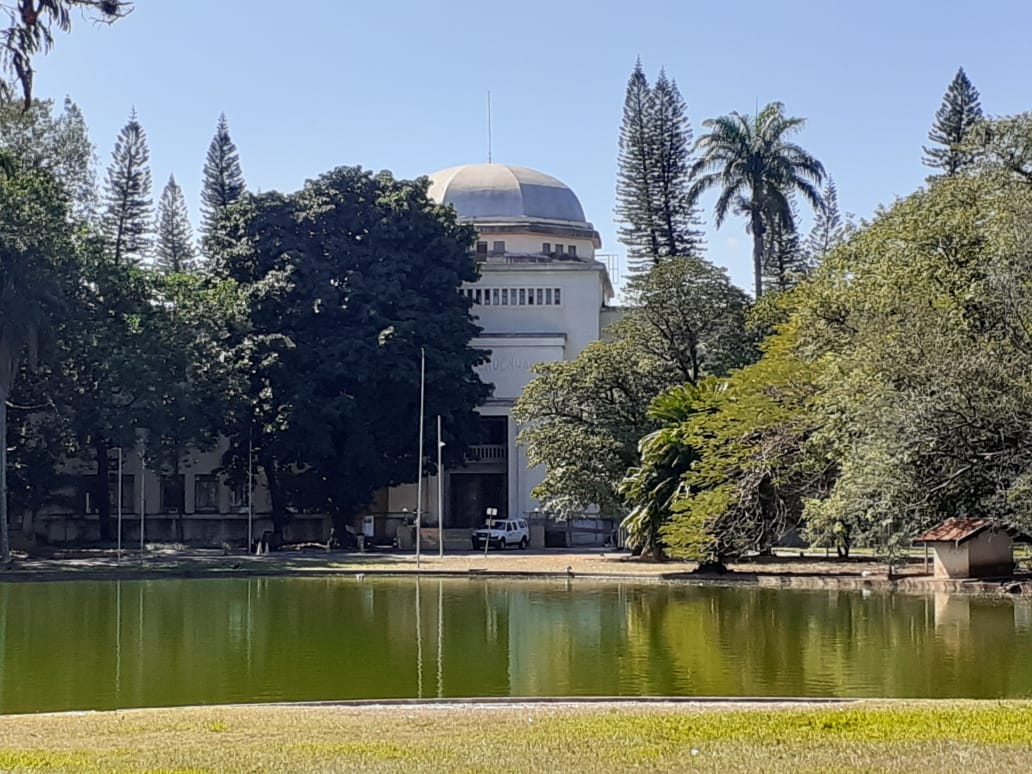
Pavilhão de Engenharia da ESALQ

A Secretaria Municipal de Educação tem como objetivo coordenar e assessorar administrativa e pedagogicamente o sistema escolar de Piracicaba. São exemplos de programas coordenados pela Secretaria com foco voltado à população a Educação de Jovens e Adultos (EJA), que é a rede de ensino gratuita e voltada para adultos que não concluíram o ensino fundamental, e a rede de Educação Especial, onde  alunos que têm deficiência física são conduzidos por professores especializados. A cidade possui também importantes centros universitários, destacando-se a Escola Superior de Agricultura Luiz de Queiroz (ESALQ) e o Centro de Energia Nuclear na Agricultura (CENA), ambos da Universidade de São Paulo (USP), a Faculdade de Odontologia de Piracicaba, da Universidade Estadual de Campinas (UNICAMP), a Universidade Metodista de Piracicaba (UNIMEP) e a Faculdade de Tecnologia de Piracicaba (FATEC), além da Fundação Municipal de Ensino, mantenedora da Escola de Engenharia de Piracicaba e um campus do Instituto Federal de São Paulo. Outras faculdades particulares existentes na cidade são a Faculdade Dom Bosco, Faculdade Anhanguera de Piracicaba e a Universidade Anhembi Morumbi.
| Ensino pré-escolar | 8 427  | 679   | 148 |
| Ensino fundamental | 50 187 | 2 212 | 115 |
| Ensino médio       | 15 044 | 1 039 | 61  |

### Ciência e tecnologia

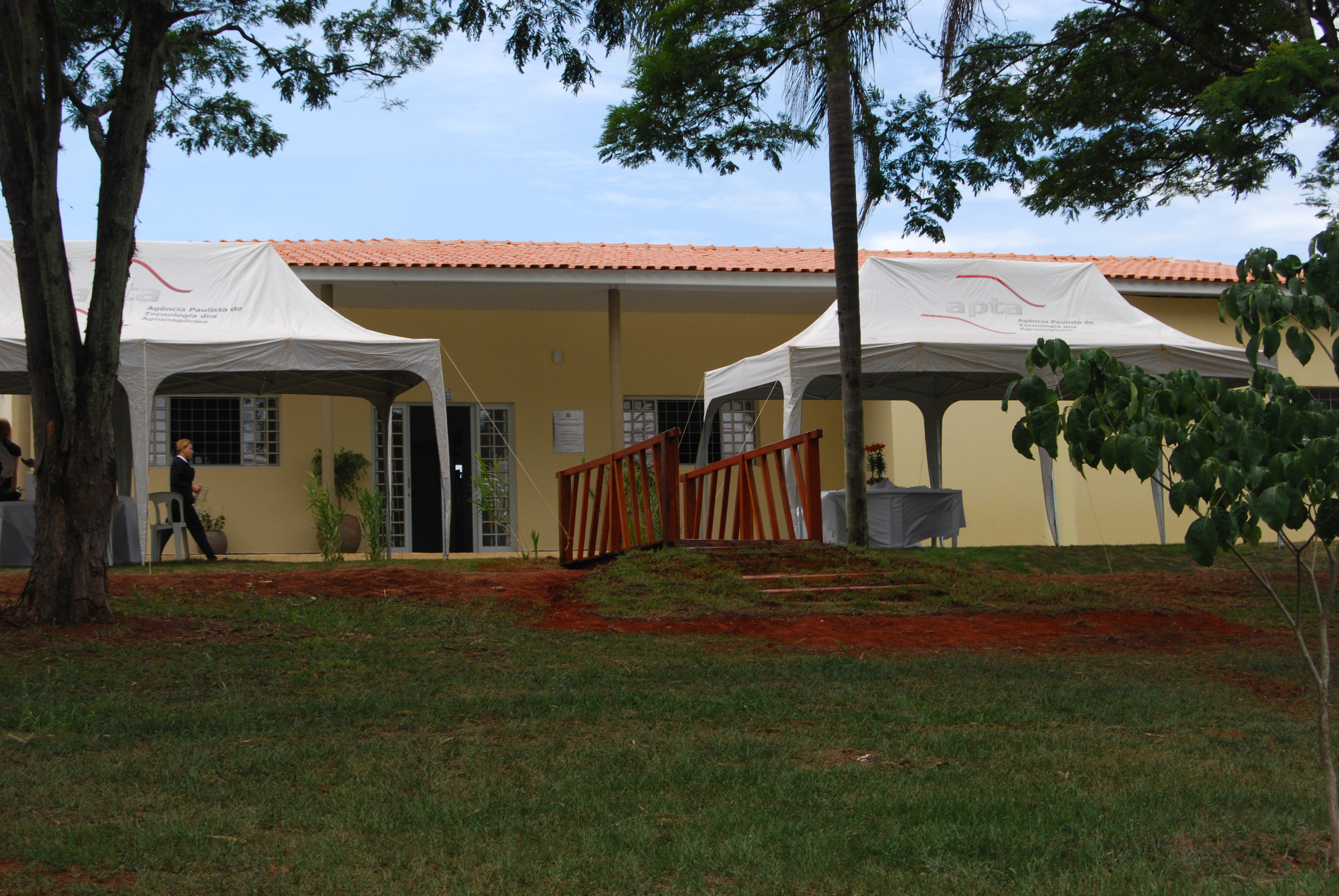
Laboratório de Análise Tecnológica de Cana-de-açúcar Dr. Paulo Rogério Palma de Oliveira, inaugurado em dezembro de 2010 pela Secretaria de Agricultura e Abastecimento.

Como polo de desenvolvimento científico, o município atrai grande contingente de visitantes com interesse voltado para a tecnologia que se desenvolve. Várias instituições de ensino e pesquisa no campo de ciência e tecnologia de alta complexidade, algumas reconhecidas internacionalmente, têm sede ou representantes em Piracicaba, tais como a Escola Superior de Agricultura Luiz de Queiroz da Universidade de São Paulo (USP), a Faculdade de odontologia de Piracicaba da Universidade Estadual de Campinas, a Universidade Metodista de Piracicaba (UNIMEP), Universidade Anhembi Morumbi e a Faculdade de Tecnologia Campus Piracicaba Deputado Roque Trevisan (FATEC), além das Faculdades Integradas Maria Imaculada, da Fundação Municipal de Ensino de Piracicaba (FUMEP), Faculdade de Tecnologia de Piracicaba (FATEP), Faculdade Salesiana Dom Bosco, Fundação Universidade Virtual do Estado de São Paulo (UNIVESP), Faculdade Anglo, Faculdade Anhanguera, Centro Universitário Internacional (UNINTER) e do Instituto Federal de Educação, Ciência e Tecnologia (IFSP). É considerado como um centro regional de formação profissional, havendo grande variedade e disponibilidade de vagas em cursos técnicos.
Além das instituições acadêmicas, o município ainda conta com um grande parque tecnológico, o Parque Tecnológico de Piracicaba, com foco na área da informação tecnológica, ajudando na integração entre os centros de pesquisas, universidades e empresas, além de dar suporte ao desenvolvimento de atividades empresariais. Outra área de destaque é o setor da produção de biocombustíveis, sendo que a região é responsável por cerca de 65% da produção de equipamentos consumidos pelo setor sucroalcooleiro nacional. Destaca-se a produção de etanol, álcool e biodiesel, o que beneficia tanto os trabalhadores rurais quanto as instituições de pesquisa e biotecnologia.
Com vistas a fortalecer as políticas voltadas para o agronegócio, recentemente foi lançado o Vale do Piracicaba, também conhecido como AgTechValley, inspirado no Vale do Silício, localizado na cidade de Piracicaba, interior de São Paulo, tendo como referência a Escola Superior de Agricultura "Luiz de Queiroz" (ESALQ).
Referido projeto visa fortalecer as políticas voltadas para o setor do agronegócio, a fim de atrair investimentos para consolidar a posição de destaque do município no desenvolvimento de tecnologias agrícolas. A título de conhecimento, 65% dos equipamentos fornecidos ao setor sucroalcooleiro são provenientes do referido município.

### Segurança pública e criminalidade

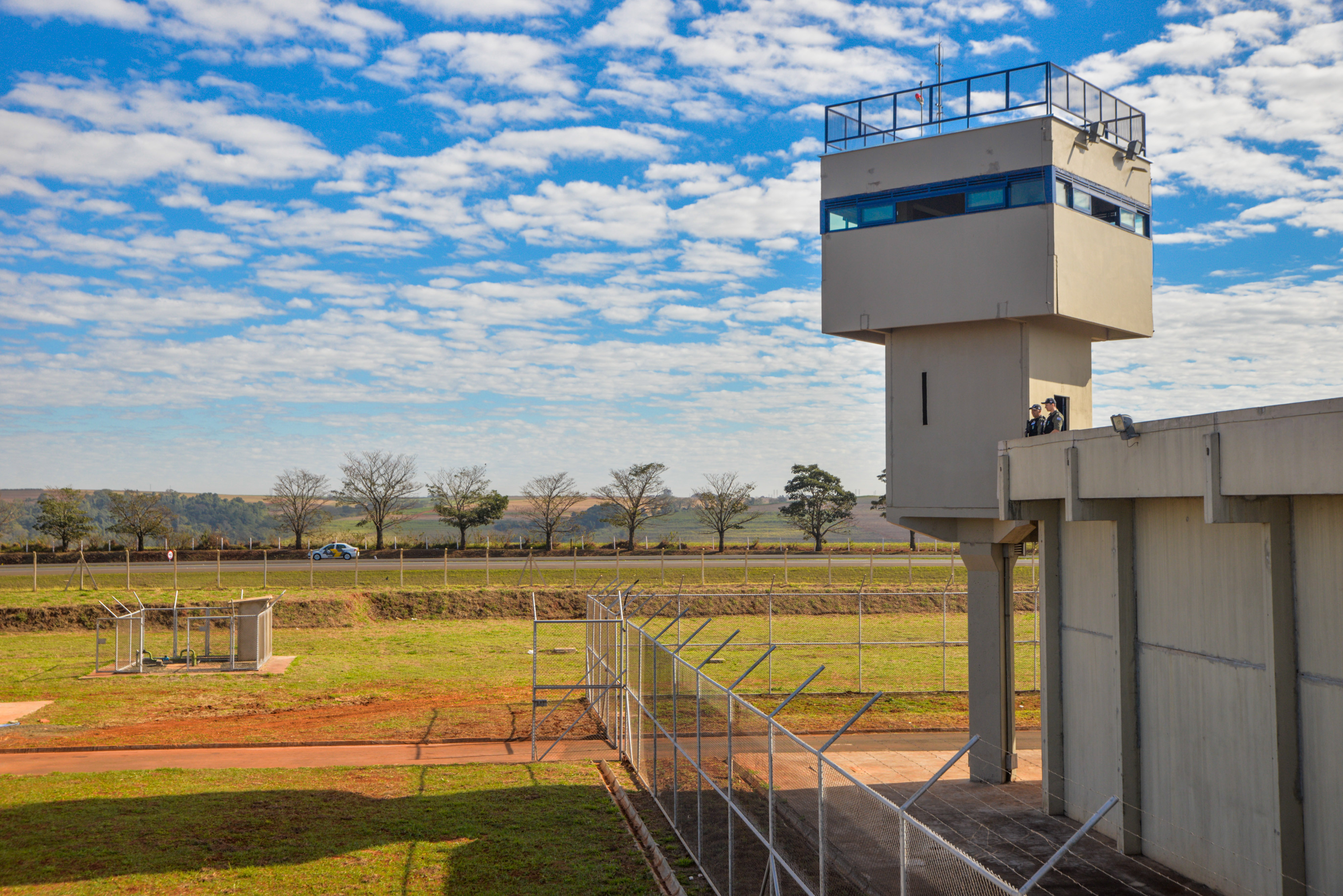
Centro de Detenção Provisória "Nelson Furlan"

Como na maioria dos municípios médios e grandes brasileiros, a criminalidade ainda é presente em Piracicaba, sendo que a cidade é uma das regiões onde os índices de ocorrências mais cresceram recentemente. Em 2008, a taxa de homicídios no município foi de 41,8 para cada 100 mil habitantes jovens, ficando no 23° lugar a nível estadual e no 261° lugar a nível nacional. O índice de suicídios naquele ano para cada 100 mil habitantes foi de 7,4, sendo o 55° a nível estadual e o 653° a nível nacional.
O Conselho Municipal de Segurança (CMS) de Piracicaba tem a função de propor medidas e atividades que visem a segurança municipal, sendo formado por representantes (titulares e suplentes) de várias entidades. Fazem parte diversos outros órgãos públicos, tais como a Polícia Militar do Estado de São Paulo, a Polícia Civil do Estado de São Paulo, a Guarda Civil Municipal, o Conselho Tutelar e Ordem dos Advogados do Brasil (OAB). A Guarda Universitária, por exemplo, faz rondas e serviços de vigilância no interior dos campis da Cidade Universitária, na Zona Oeste da cidade. Por força da Constituição Federal do Brasil, Piracicaba possui também uma Guarda Municipal, responsável pela proteção dos bens, serviços e instalações públicas do município, sendo criada baseando-se no artigo 58 da Lei nº 16, de 13 de novembro de 1891, que foi aprovada em 25 de abril de 1903.

### Habitação, serviços e comunicação

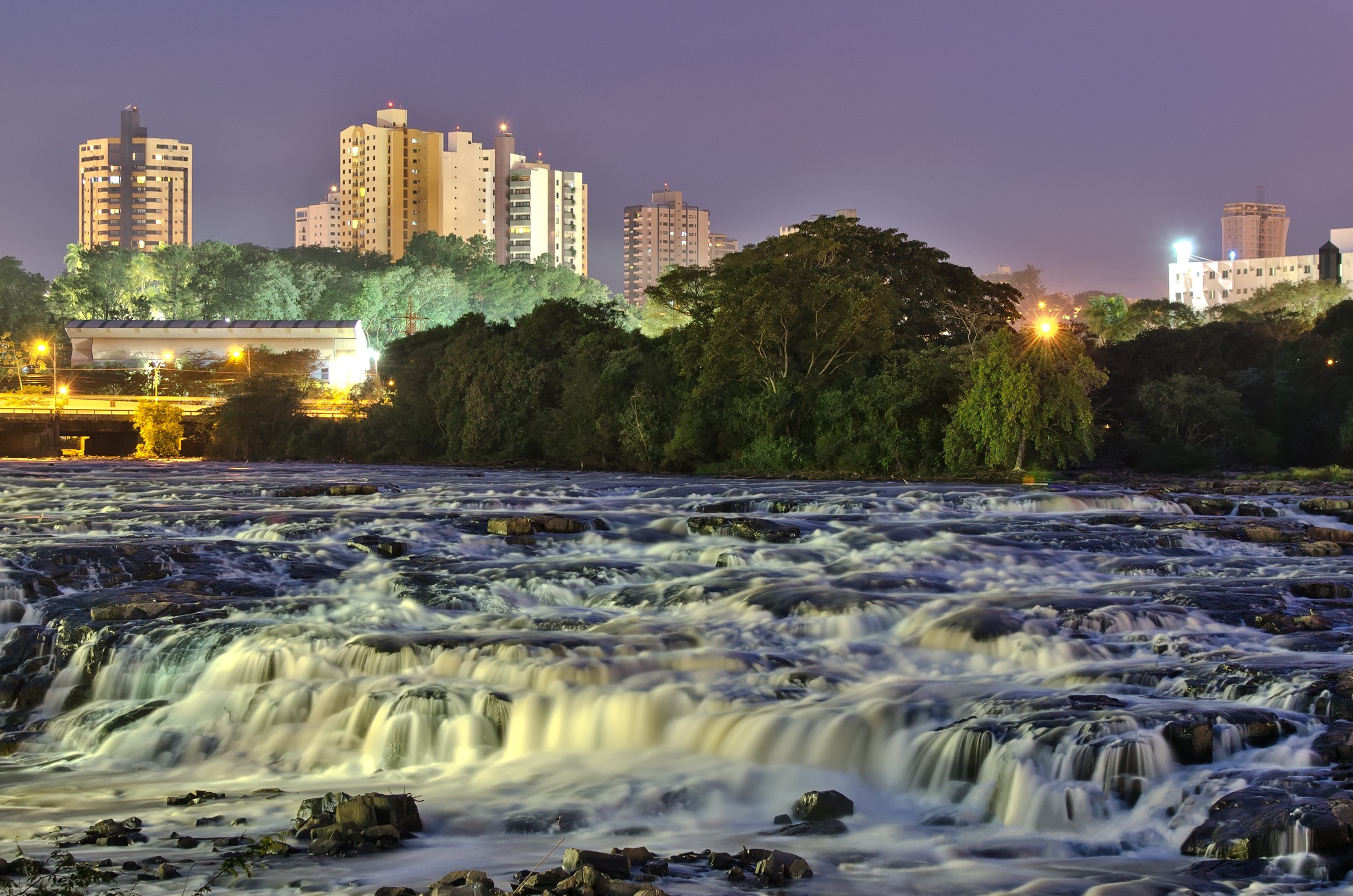
Vista noturna do rio Piracicaba com a cidade ao fundo. O abastecimento de energia elétrica é feito pela Companhia Paulista de Força e Luz (CPFL Paulista).

No ano de 2022, segundo o Censo demográfico do Brasil de 2022, a cidade tinha 190 944 domicílios particulares permanentes, sendo 115 223 casas, 36 569 apartamentos, 3 266 casas de vilas ou em condomínios, 109  cortiços e 261 domicílios de estrutura degradada ou  inacabada. De acordo com o IBGE, no ano de 2022,  155 428 domicílios particulares permanentes encontravam-se ocupados, 24 501 não-ocupados vagos e 10 273 não-ocupados de uso ocasional.  Grande parte do município conta com água tratada, energia elétrica, esgoto, limpeza urbana, telefonia fixa e telefonia celular. Naquele ano, 98,67% dos domicílios eram atendidos pela rede geral de abastecimento de água; 99,75% das moradias possuíam coleta de lixo e 97,02% das residências possuíam conexão à rede de esgoto.
O primeiro sistema de abastecimento de água de Piracicaba começou a ser planejado em 1824 pela Câmara Municipal da cidade. Em maio de 1886 começou a ser construído um reservatório de 2 milhões de litros de água, no bairro dos Alemães, sob responsabilidade da Empresa Hidráulica de Piracicaba. O Serviço Municipal de Água e Esgoto (SEMAE Piracicaba) foi criado em 30 de abril de 1969, pela Lei Municipal nº 1657, sendo esta a atual empresa responsável pelo abastecimento de água da cidade, tendo hoje três estações de captação: duas no rio Piracicaba e uma no rio Corumbataí. O rio Piracicaba, entretanto, passa por um período de redução de seu nível. O desenvolvimento urbano, industrial e agrícola da região fizeram com que a demanda de água fosse maior do que a disponibilidade, além de que o curso ainda abastece parte da Região Metropolitana de São Paulo. A SEMAE também se responsabiliza pela coleta de esgoto, cujos detritos são levados para as duas estações de tratamento de esgoto (ETE) existentes; a Estação de Tratamento de Esgotos Dois Córregos, com menor capacidade, que foi inaugurada em dezembro de 1992, e a ETE Piracicamirim, a principal do município, inaugurada em junho de 1998.

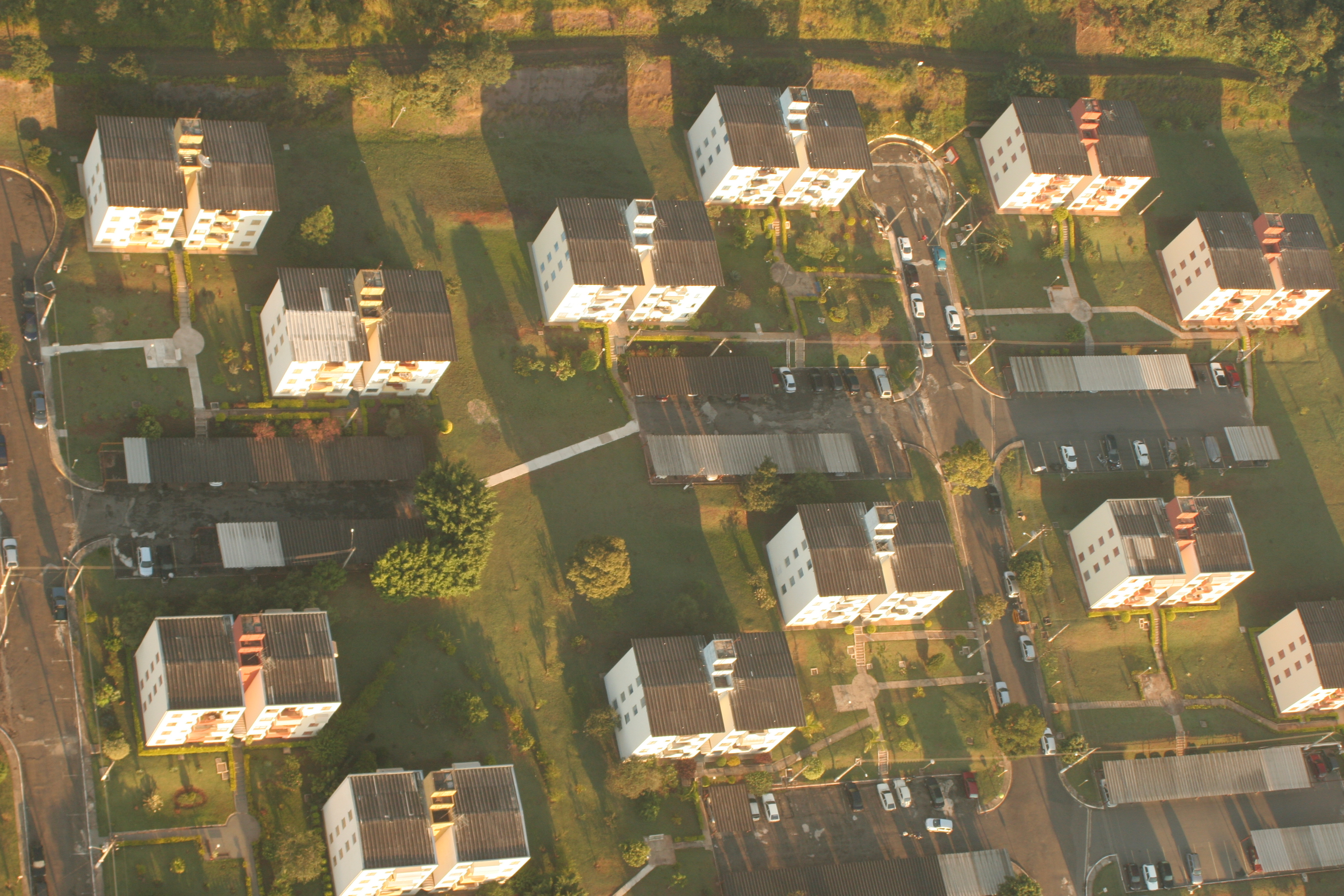
Vista aérea de prédios de moradia popular em Piracicaba

A responsável pelo abastecimento de energia elétrica em Piracicaba é a Companhia Paulista de Força e Luz (CPFL Paulista), que atende ainda a outros 234 municípios do Interior de São Paulo. Em 2010 99,93% dos domicílios do município eram atendidos pelo serviço.
O sistema de telefones automáticos foi inaugurado na cidade pela CIPATEL - Cia. Paulista de Telecomunicações em 1957, que também inaugurou uma nova central telefônica e implantou o sistema de discagem direta à distância (DDD) em 1975 com o código de área (0194). A CIPATEL foi encampada em 1977 pela Telecomunicações de São Paulo (TELESP), que posteriormente construiu as demais centrais telefônicas. Na década de 90 o código DDD da cidade foi alterado para (019), para padronização do sistema telefônico com a telefonia celular que estava sendo implantada em todo o estado. O serviço telefônico móvel, por telefone celular, é oferecido por diversas operadoras. O código de área (DDD) de Piracicaba é 019 e o Código de Endereçamento Postal (CEP) da cidade vai de 13400-001 a 13439-999. Ainda há serviços de internet fibra óptica e banda larga (ADSL) sendo oferecidos por diversos provedores de acesso.
Há vários canais na faixa televisão de alta definição (HDTV), sendo alguns dos principais com emissoras afiliadas na própria cidade ou em cidades próximas, como a EPTV Campinas (TV Globo)TV Thathi Campinas (RecordTV), Band Mais, VTV (SBT), TV Jornal e a TV Ativa. Piracicaba também possui jornais em circulação, sendo alguns A Tribuna de Piracicaba, Gazeta de Piracicaba e o Jornal de Piracicaba. Algumas das principais emissoras de rádio são a Rádio Educadora AM, Rádio Difusora, Jovem Pan News, Jovem Pan, Rádio 92 FM, Onda Livre FM e Rádio Educativa de Piracicaba FM.

### Transportes

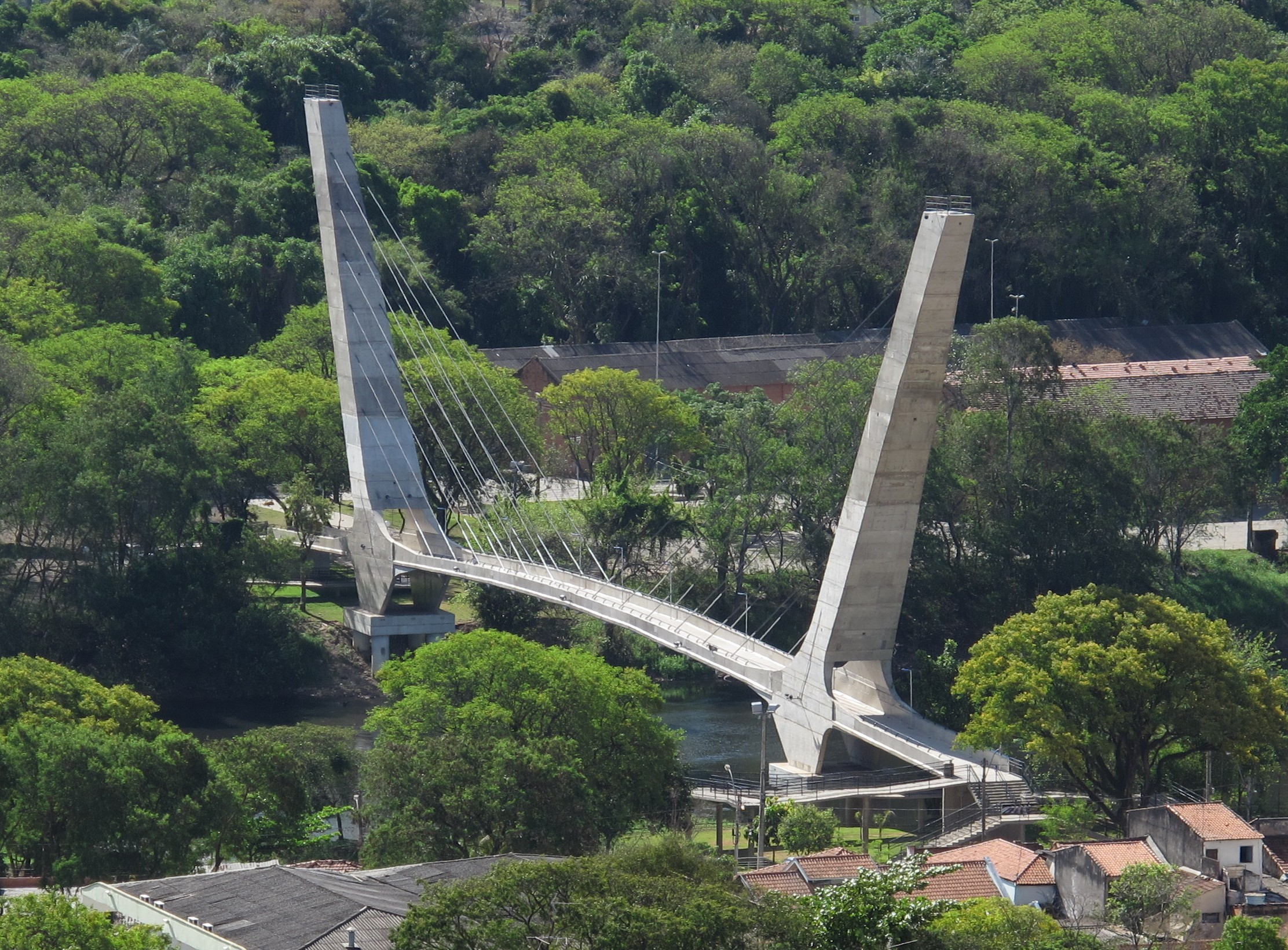
Ponte para pedestres sobre o rio Piracicaba

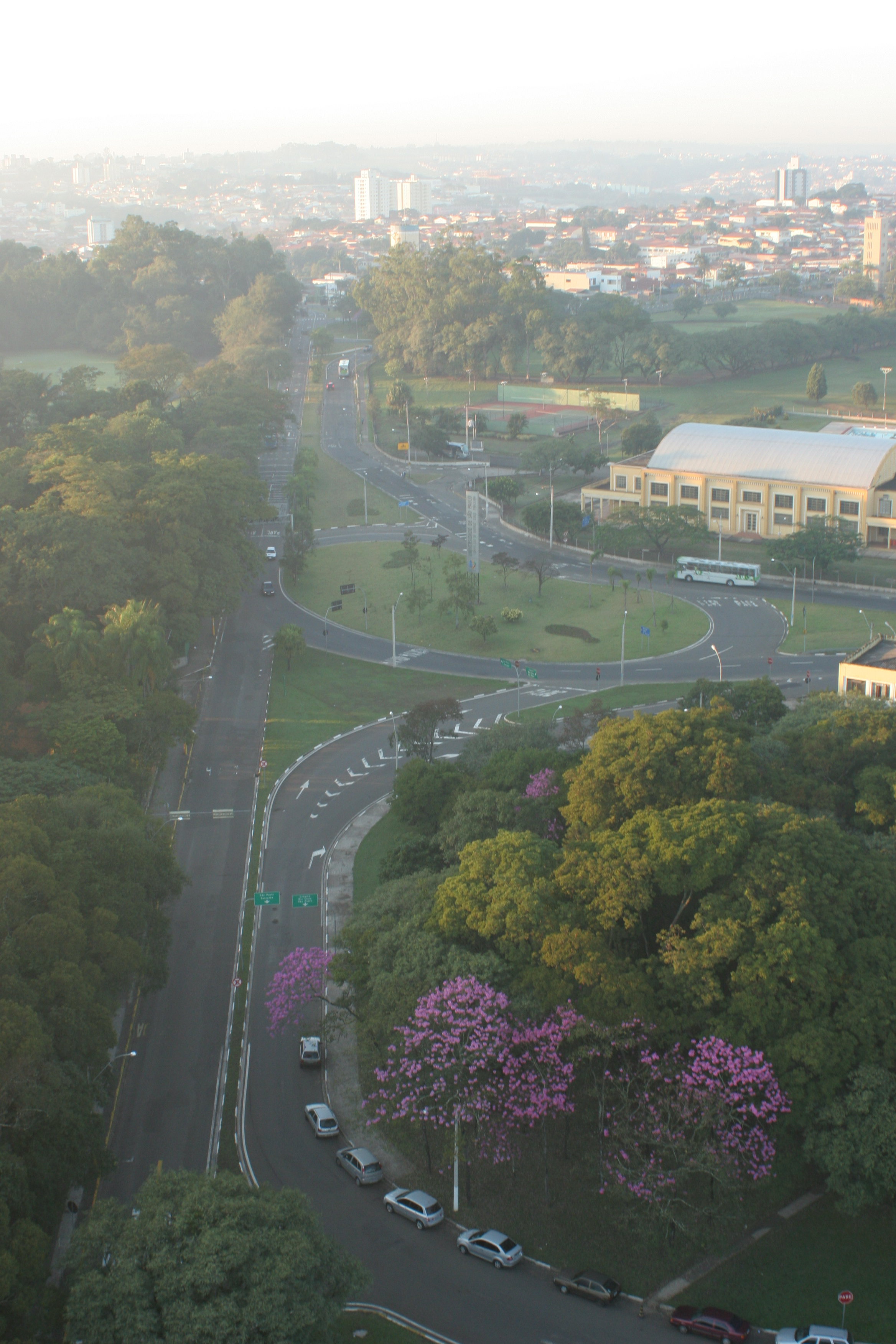
Trevo entre avenidas em Piracicaba

O aeroporto do município é o Aeroporto Estadual de Piracicaba/Comendador Pedro Morganti, que é administrado pelo Departamento Aeroviário do Estado de São Paulo (DAESP) e realiza apenas voos de pequenos portes e serve para realização de voos domésticos de pequeno porte, não sendo disponibilizado para voos comerciais. Conta com pista asfaltada, que tem mil metros de extensão e iluminação noturna, além de terminal de passageiros com 175 m² e estacionamento para veículos com 65 vagas. Ainda opera voos fretados e abriga escolas de paraquedismo e uma escola de formação de pilotos.
A primeira ferrovia a chegar a Piracicaba foi o chamado Ramal de Piracicaba da Companhia Ytuana de Estradas de Ferro, tendo a primeira estação ferroviária da cidade inaugurada em 20 de fevereiro de 1877, quando a cidade era composta por apenas quatro quarteirões e a iluminação pública era feita por lampiões a querosene, porém o primeiro trem chegou somente a 19 de maio daquele ano. Em 6 de janeiro de 1885 foi inaugurada a nova estação, a qual foi reformada em 1943, sendo que funcionou como a principal do município até o começo da década de 1990, quando passou a funcionar no lugar o Terminal Rodoviário Urbano. Durante este tempo teve três administradoras; a Companhia Ytuana de Estradas de Ferro, a Estrada de Ferro Sorocabana e a Ferrovia Paulista S/A (FEPASA).
Em 1922, 45 anos após a chegada dos trilhos da Companhia Ytuana de Estradas de Ferro, chegou a Piracicaba o Ramal de Piracicaba da Companhia Paulista de Estradas de Ferro e a importante Estação de Piracicaba Paulista, inaugurada em 30 de julho de 1922. A estação foi propriedade da Companhia Paulista de Estradas de Ferro até 1971 e da FEPASA até 1998, quando foi desativada, existindo atualmente em seu lugar parques e quadras da prefeitura.
O transporte ferroviário em Piracicaba, assim como em grande parte do estado de São Paulo, o avanço dos transportes rodoviário e aeroviário contribuiu com a decadência das ferrovias, principalmente na primeira metade da década de 1990. Atualmente restam apenas projetos com objetivo de tombar o patrimônio das principais estações da cidade.
Piracicaba tem uma boa malha rodoviária que a liga a várias cidades do interior paulista e até a capital, tendo acesso a rodovias de importância estadual e até nacional através de rodovias vicinais pavimentadas e com pista dupla, como a Rodovia dos Bandeirantes e a Rodovia Anhanguera. O Terminal Rodoviário de Piracicaba é um dos principais de sua região, sendo que foi inaugurado na década de 1990 e em feriados e períodos de alta temporada para viagens o movimento chega a crescer entre 30% e 40%. As seguintes rodovias passam pelo município: Rodovia Luiz de Queiroz (SP-304); Rodovia Geraldo de Barros (SP-304); Rodovia Fausto Santomauro (SP-127); Rodovia Cornélio Pires (SP-127); Rodovia Deputado Laércio Corte (SP-147); Rodovia Samuel de Castro Neves (SP-147); Rodovia do Açúcar (SP-308).

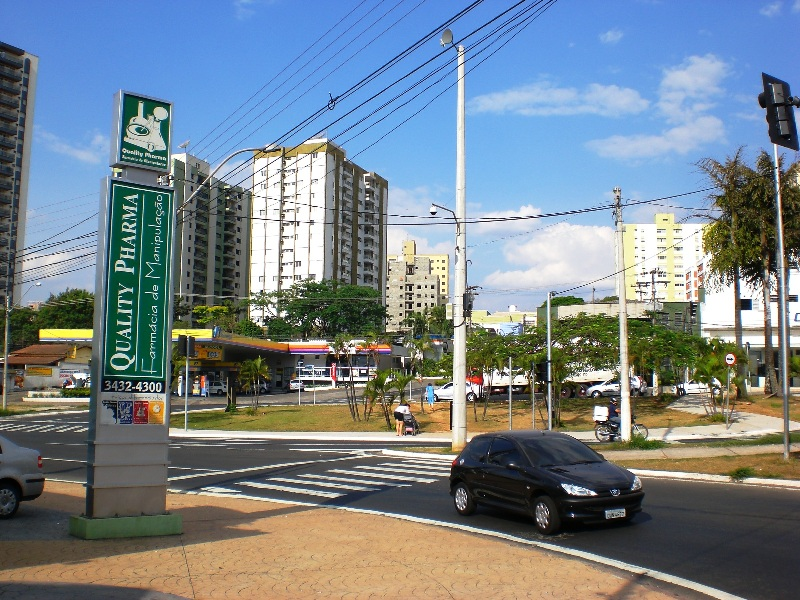
Avenida Independência

A Secretaria Municipal de Trânsito e Transportes (Semuttran) é responsável pelo controle e manutenção do trânsito do município, desde a fiscalização das vias públicas e comportamento de motoristas e pedestres até a elaboração de projetos de engenharia de tráfego, pavimentação, construção de obras viárias e gerenciamento de serviços tais como os de táxis, alternativos, ônibus, fretados e escolares.
A frota municipal no ano de 2014 era de 277.008 veículos, sendo 167 039 automóveis, 7 920 caminhões, 2 582 caminhões trator, 21 047 caminhonetes, 9 747 camionetas, 951 micro-ônibus, 49 681 motocicletas, 5 743 motonetas, 1 484 ônibus, 56 tratores de rodas, e 1 614 utilitários. As avenidas duplicadas e pavimentadas e diversos semáforos facilitam o trânsito da cidade, mas o crescimento no número de veículos nos últimos dez anos está gerando um tráfego cada vez mais lento de carros, principalmente na Sede do município. Além disso, tem se tornado difícil encontrar vagas para estacionar no centro comercial da cidade, o que vem gerando alguns prejuízos ao comércio.
A cidade conta com dezenas de linhas de ônibus urbano e interurbano, ligando cidades próximas, como Mombuca, Tietê, Laranjal Paulista, Anhembi, Cordeirópolis, Cerquilho, Elias Fausto, Torrinha e Conchas. Do total da frota municipal de coletivos, em agosto de 2011, 220 veículos em operação eram adaptados a deficientes físicos, sendo que em seu total o sistema municipal de transporte público é utilizado por uma média de 2,9 milhões de passageiros.

## Cultura

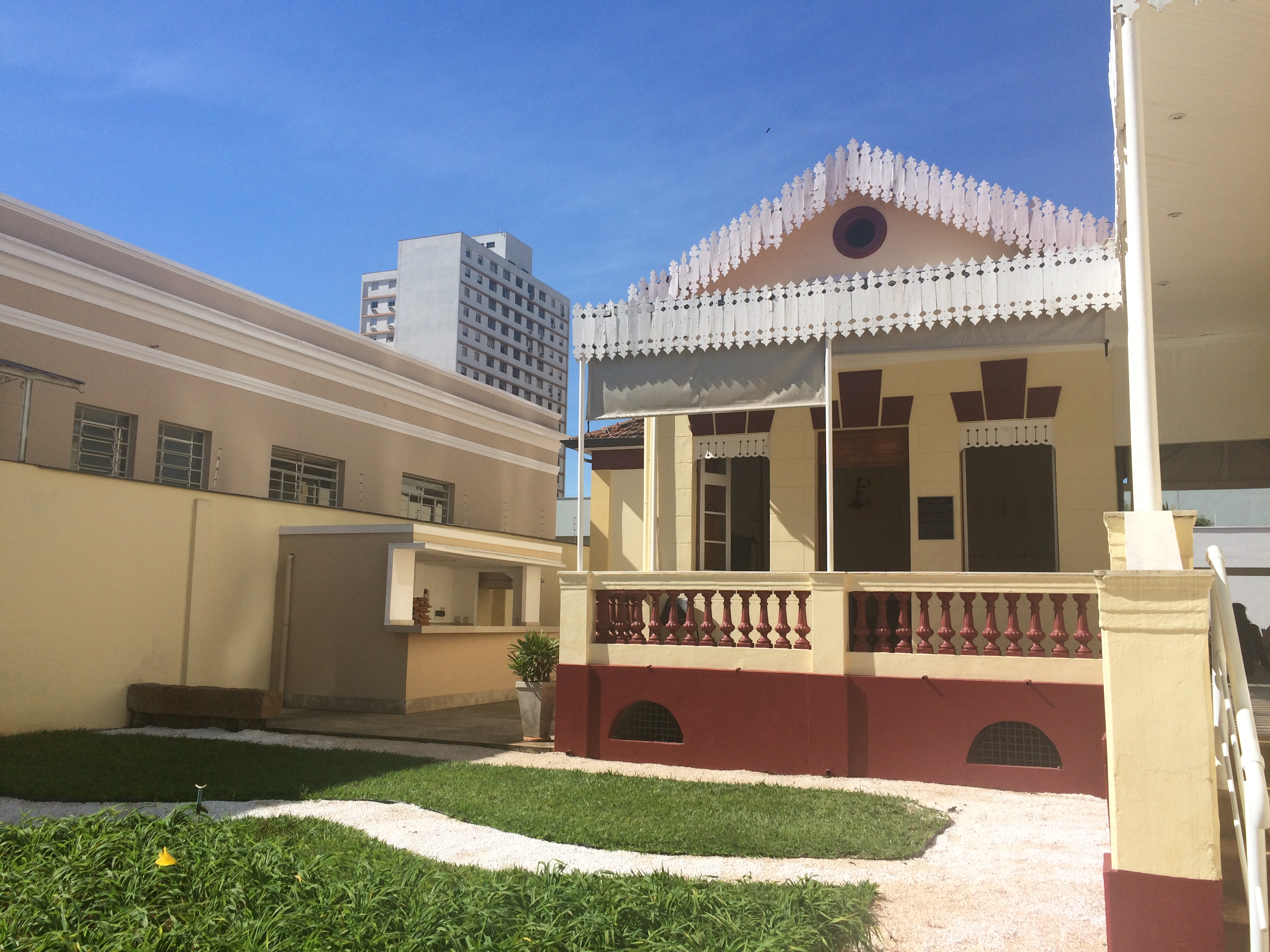
Museu Histórico e Pedagógico Prudente de Moraes‎

A responsável pelo setor cultural de Piracicaba é a Secretaria da Ação Cultural da Prefeitura de Piracicaba (SEMAC), que tem como objetivo planejar e executar a política cultural do município por meio da elaboração de programas, projetos e atividades que visem ao desenvolvimento cultural. Ela foi criada a partir do Decreto nº 5.655, de 22 de janeiro de 1992. A Secretaria de Esportes, Lazer e Atividades Motoras (SELAM) também é responsável por outras áreas (mais específicas) da cultura piracicabana, tais como atividades de lazer e práticas desportivas.
No município também há outras instituições com foco ao desenvolvimento cultural piracicabana, que são patrocinadas pela Secretaria da Ação Cultural da Prefeitura de Piracicaba. O Conselho de Defesa do Patrimônio Cultural de Piracicaba (CODEPAC), criado pela Lei nº 4.276, de 17 de junho de 1997, promove a política municipal de defesa do patrimônio cultural. O Fundo de Apoio à Cultura (FAC) é administrado pelo Núcleo e Apoio Administrativo da SEMAC analisa as necessidades dos espaços culturais e da própria Secretaria, mediante projetos e requisições, repassando essas informações aos órgãos competentes, municipais, estaduais e até federais. Já a Conferência Municipal de Cultura (COMCULT) fiscaliza e acompanha as políticas públicas destinadas ao desenvolvimento cultural de Piracicaba. A cidade ainda é a terra natal de vários cantores, compositores e artistas que obtiveram destaque nacional ou mesmo internacional, tais como Alessandro Penezzi, Gilberto Barros, Jamil Maluf, Leonardo Villar, o chefe Henrique Fogaça, Ademar Pereira de Barros, João Vitti, Mendes Thame, Sud Mennucci, Francisco Jesuíno Avanzi, Roberto Cabrini, e muitos outros.

### Artes cênicas

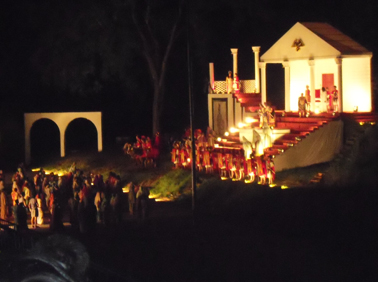
Encenação da "Paixão de Cristo" em Piracicaba

A cidade conta com vários espaços dedicados à realização de eventos culturais das áreas teatral e musical. O Teatro Municipal "Dr. Losso Netto" foi inaugurado em 19 de agosto de 1978, então denominado como Teatro Municipal de Piracicaba; somente em abril de 1993 passou a chamar-se como atualmente, em homenagem ao jornalista que ajudou no crescimento do setor jornalístico da cidade. Contando com duas grandes salas, possui infraestrutura para eventos diversificados, como apresentações de dança, música, teatro e palestras. O Teatro Unimep, pertencente à Universidade Metodista de Piracicaba, exibe variados espetáculos artísticos, produzidos pela comunidade acadêmica da Unimep e/ou outros grupos de arte do Brasil e do Mundo.
A Biblioteca Pública Municipal "Ricardo Ferraz de Arruda Pinto" foi criada no dia 2 de maio de 1939, contando com um acervo de 837 livros, sendo uma das primeiras de todo o interior de São Paulo. Em fevereiro de 1989 passou a funcionar em outro endereço, porém somente em 2009 foi construída a sede própria, sendo que atualmente seu acervo é estimado em mais de 70 mil volumes e a área do novo prédio é de 2 770 m², contando com um anfiteatro, internet Wi-Fi, sala de vídeo, lan-house, hemeroteca, setor de microfilmagem e biblioteca infantil. A SEMAC conta ainda com seis centros culturais distribuídos pela cidade. Neles são realizados cursos, atividades relacionadas ao artesanato, música, dança e culinária. Estas atividades também são realizadas na Pinacoteca Municipal "Miguel Arcanjo Benício Assumpção Dutra", localizada no centro da cidade.

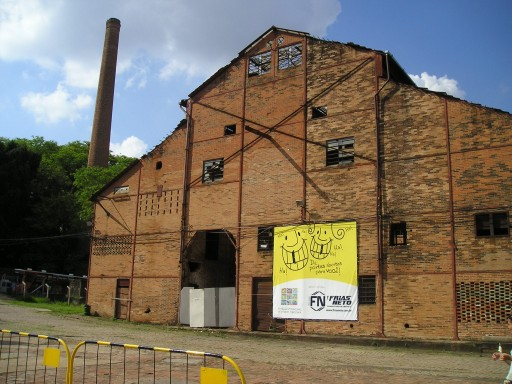
Engenho Central de Piracicaba com uma placa do Salão Internacional de Humor

A Secretaria de Cultura promove ainda diversos festivais e concursos, Festival Nacional de Teatro de Piracicaba (ENTEPIRA), com várias apresentações de dezenas de grupos teatrais diferentes, Festival Piracicabano de Dança (PIRADANÇA), promovendo apresentações concorrentes e convidadas em várias modalidades, tais como ballet, dança contemporânea, jazz, dança de rua, dança de Salão e danças folclóricas e étnicas, além do Encontro Nacional de Corais (ENACOPI) e do Sarau Literário. Dentre as festas tradicionais há: a Festa do Divino Espírito Santo, realizada desde 1826, a Festa do Milho Verde, com shows sertanejos e apresentação de conjuntos folclóricos, a Festa das Nações, com ambientação, pratos e bebidas típicas dos países representados, a Festa da Polenta, com objetivo de comemorar a imigração trentino-tirolesa para a cidade de Piracicaba, e a Festa de São João de Tupi, em estilo quadrilha, contando com shows musicais e sertanejos, fogueira e folguedos tradicionais, além de pratos e bebidas típicos, e a passagem de populares descalços sobre o braseiro.
O Salão Internacional de Humor de Piracicaba é um festival de humor gráfico realizado anualmente desde 1974, no Engenho Central da cidade e que foi, inicialmente, uma forma de resistência de artistas gráficos contra a ditadura militar no Brasil. Atualmente o evento é considerado um dos salões mais importantes do mundo no universo das artes gráficas. A competição é dividida em quatro categorias neste salão de humor: cartum, charge, tiras e caricatura.

### Atrativos culturais, arquitetônicos e naturais

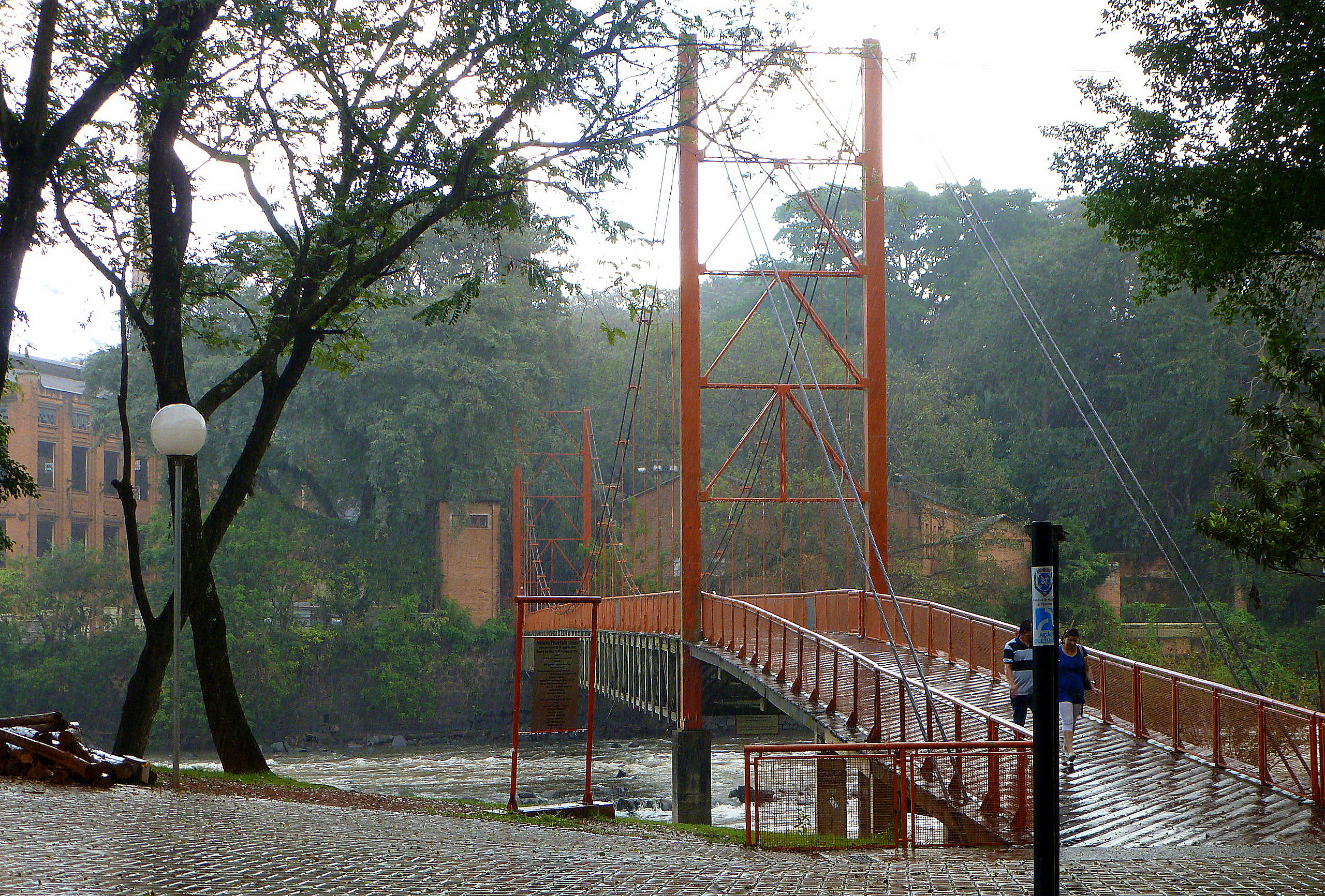
Ponte Pênsil

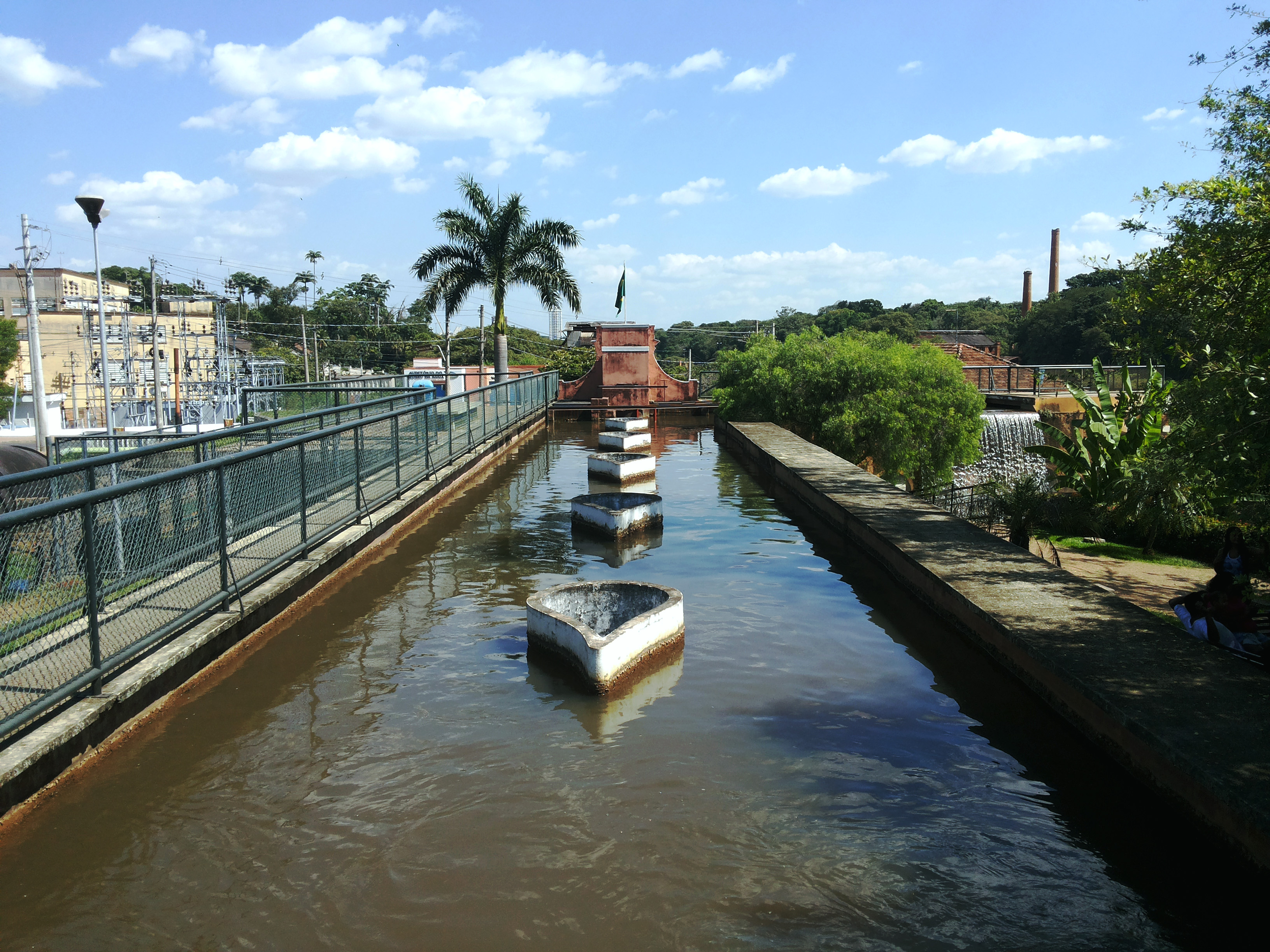
Museu da Água de Piracicaba

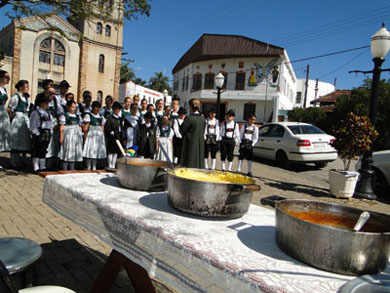
Festa da Polenta de Santa Olímpia

Além dos atrativos cênicos, Piracicaba ainda possui uma banda de monumentos históricos, atrativos naturais e lugares para visita. Às margens do rio Piracicaba há: a Casa do Povoador, casarão de pau-a-pique construído no início do século XIX que simboliza a passagem dos bandeirantes pela região; o Parque do Mirante, construído em 1895, tendo visão privilegiada dos saltos dos rios; o Centro de Lazer do Trabalhador, situado em uma área de 60 mil m², com uma área verde e adequada para prática de esportes e que está anexa ao Parque da Rua do Porto, que tem 20 mil m² com lago, pistas para exercícios físicos, parques infantis e um teatro de arena. Dentro da Escola Superior de Agricultura Luiz de Queiroz da Universidade de São Paulo (ESALQ) situa-se vários atrativos, tais como a Biblioteca da ESALQ, o Parque Professor Phillipe Westin Cabral de Vasconcelos, os espelhos d'água da ESALQ, a Lápide construída em frente ao prédio principal e os vitrais do salão nobre; a Praça José Bonifácio, construída em 1888, com plantio de mudas doadas pelos ilustres cidadãos da cidade à época; o Mercado Municipal, construído em 1882 e inaugurado em 5 de julho de 1888; o Mirante, construído no final do século XIX pelo Barão de Rezende às margens do rio Piracicaba (o quiosque do Mirante foi construído entre os anos de 1906 e 1907) e que, em 1888, contou com a visita de Isabel do Brasil; o Colégio Piracicabano, inaugurado em 1881, como uma escola para a missionária americana Martha Watts; a Estação da Paulista, construída em 1902, e que hoje conta como um imenso espaço para lazer; e um dos maiores patrimônios artísticos e religiosos da cidade, e o Passo do Senhor do Horto, construído em 1883 pelo artista Miguelzinho Dutra.
A Secretaria da Ação Cultural da Prefeitura de Piracicaba (SEMAC) é a responsável por reger os espaços públicos culturais de Piracicaba, dentre eles os museus: o Museu da Água de Piracicaba retrata a história do sistema de captação e bombeamento de água no município, expondo bombas hidráulicas, hidrômetros antigos e painéis com fotos dos serviços prestados desde a primeira Estação de Captação e Bombeamento; o Museu Histórico e Pedagógico Prudente de Morais mostra a casa de Prudente de Morais (terceiro presidente do Brasil), construída em 1870, além de contar a história da Revolução Constitucionalista de 1932; o Museu e Centro de Ciência, Educação e Artes "Luiz de Queiroz" faz parte da ESALQ, sendo a antiga casa de reitores e diretores da escola; o Engenho Central de Piracicaba, construído por Estêvão Ribeiro de Sousa Resende, o Barão de Rezende, em 1881, com o objetivo de substituir o trabalho escravo pelo assalariado e pela mecanização, porém vendido em 1899. Em 1974, foi desativado pela prefeitura e reconhecido como patrimônio histórico, passando a servir como importante espaço cultural, artístico e recreativo.
No turismo rural, há os bairros de Santa Olímpia e Santana que formam a Colônia Tirolesa de Piracicaba, fundados há mais de um século por imigrantes oriundos do Tirol (região de Trento, que, até 1919, pertenceu à Áustria e, atualmente, pertence à Itália). Outras áreas verdes de destaque são: o Horto Florestal de Tupi, área de conservação ambiental de 200 hectares que proporciona caminhadas em suas trilhas na mata; o Balneário de Ártemis, área para consumo de águas medicinais e banhos com águas sulfurosas; e o chamado Paraíso das Crianças, criado em 7 de Janeiro de 1976, onde são realizadas campanhas ambientais voltadas ao público infantil. Ele está localizado anexo ao Zoológico Municipal de Piracicaba, fundado em 18 de agosto de 1972, contando atualmente com cerca de 36 mil m² e aproximadamente 200 animais.
O município de Piracicaba conta com três cemitérios. São eles, o Cemitério da Saudade, construído no ano de 1849, sendo a necrópole mais tradicional do município, onde estão enterrados cidadãos ilustres da cidade. O Cemitério da Vila Rezende, fundado em 1974, sendo a mais nova necrópole da cidade. E conta também com o cemitério-jardim Parque da Ressurreição, necrópole particular fundada no ano de 1971.
A gastronomia piracicabana é conhecida no Brasil inteiro pelas suas típicas Pamonhas.

### Esportes

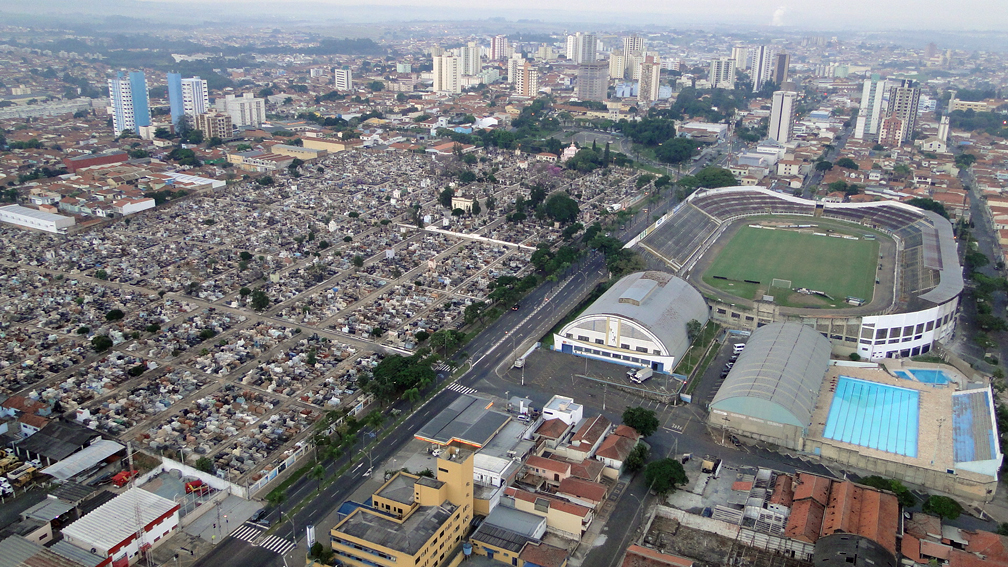
Estádio Barão da Serra Negra, casa do XV de Piracicaba

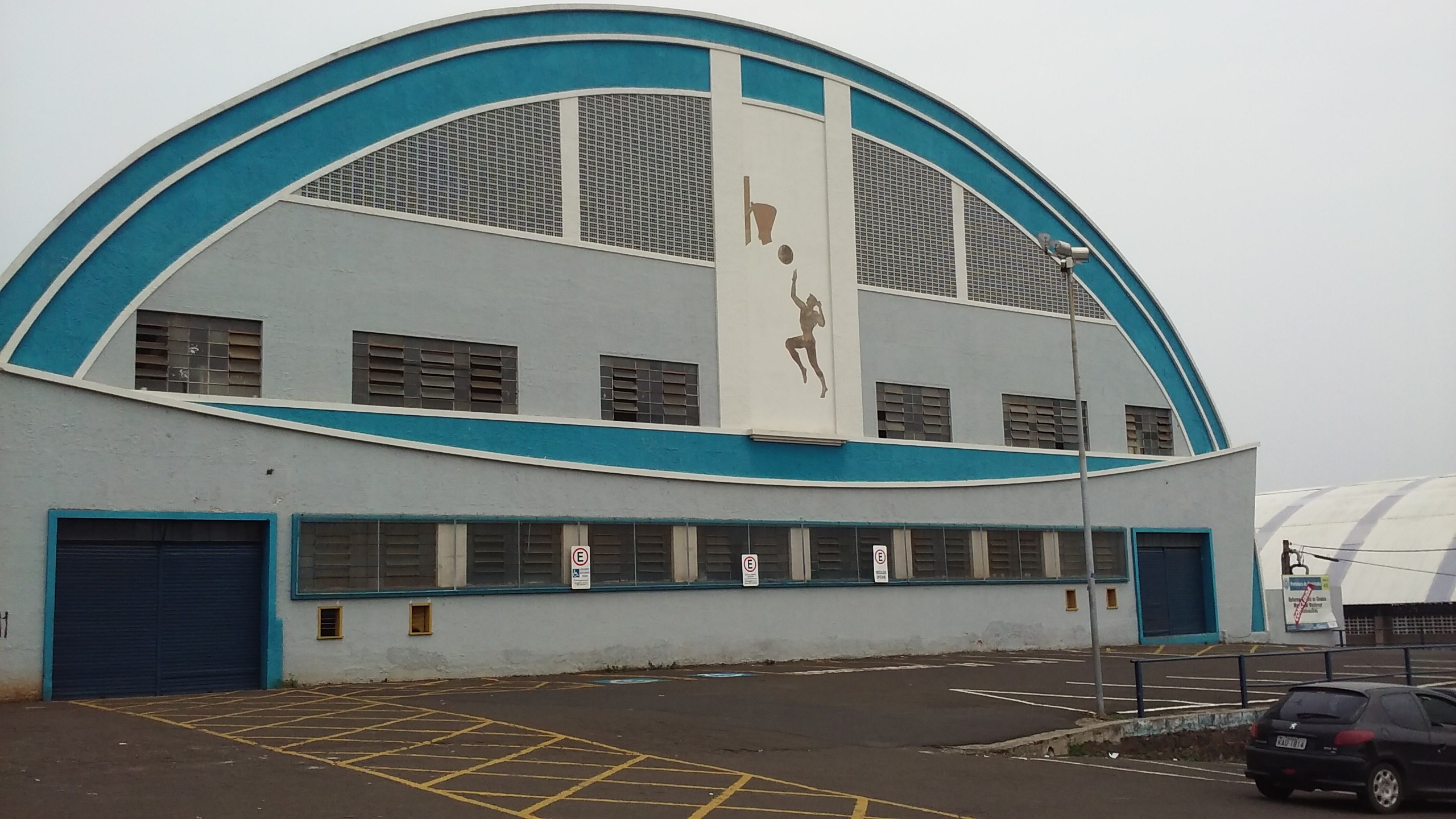
Ginásio Municipal Waldemar Blatkauskas

A cidade tem diversos clubes esportivos, dentre eles o Esporte Clube XV de Novembro, fundado em 15 de novembro de 1913, que é o principal clube da cidade. Na década de 1960, quando seu presidente era o folclórico Romeu Italo Ripoli, chegou a disputar partidas internacionais na Europa e Ásia.
Dentro do Brasil, o XV de Piracicaba atuou principalmente nas divisões do Campeonato Paulista de Futebol e do Campeonato Brasileiro, chegando a conquistar o título do Campeonato Brasileiro de Futebol de 1995 - Série C e mais recentemente do Campeonato Paulista de Futebol de 2011 - Série A2. Em divisões principais, seu maior feito até hoje foi o vice-campeonato da 1a. Divisão Paulista em 1976, também sob o comando de Ripoli.
Outros clubes que conseguiram destaque, no mínimo regional ou mesmo estadual, foram o Clube Atlético Piracicabano e o MAF Futebol Clube. Os principais estádios de futebol são o Estádio Doutor Kok, com capacidade para 1 500 pessoas, e o Estádio Barão de Serra Negra, com capacidade para mais de 25 mil pessoas.
Além do futebol, Piracicaba conta com vários locais para prática de outras modalidades desportivas. A cidade possui o único autódromo reconhecido pela Confederação Brasileira de Automobilismo e pela Federação de Automobilismo de São Paulo no interior de São Paulo, além do Complexo Esportivo Professor José Carlos Callado Hebling, que conta com ginásio poli-esportivo, quadras de vôlei de praia oficiais com alambrado, quadras de malha oficiais e arquibancada com capacidade para mais de 700 pessoas. O município possuía em 2010 cerca de 10 Centros Esportivos cadastrados pela Secretaria de Esportes, Lazer e Atividades Motoras (SELAM).

### Imprensa

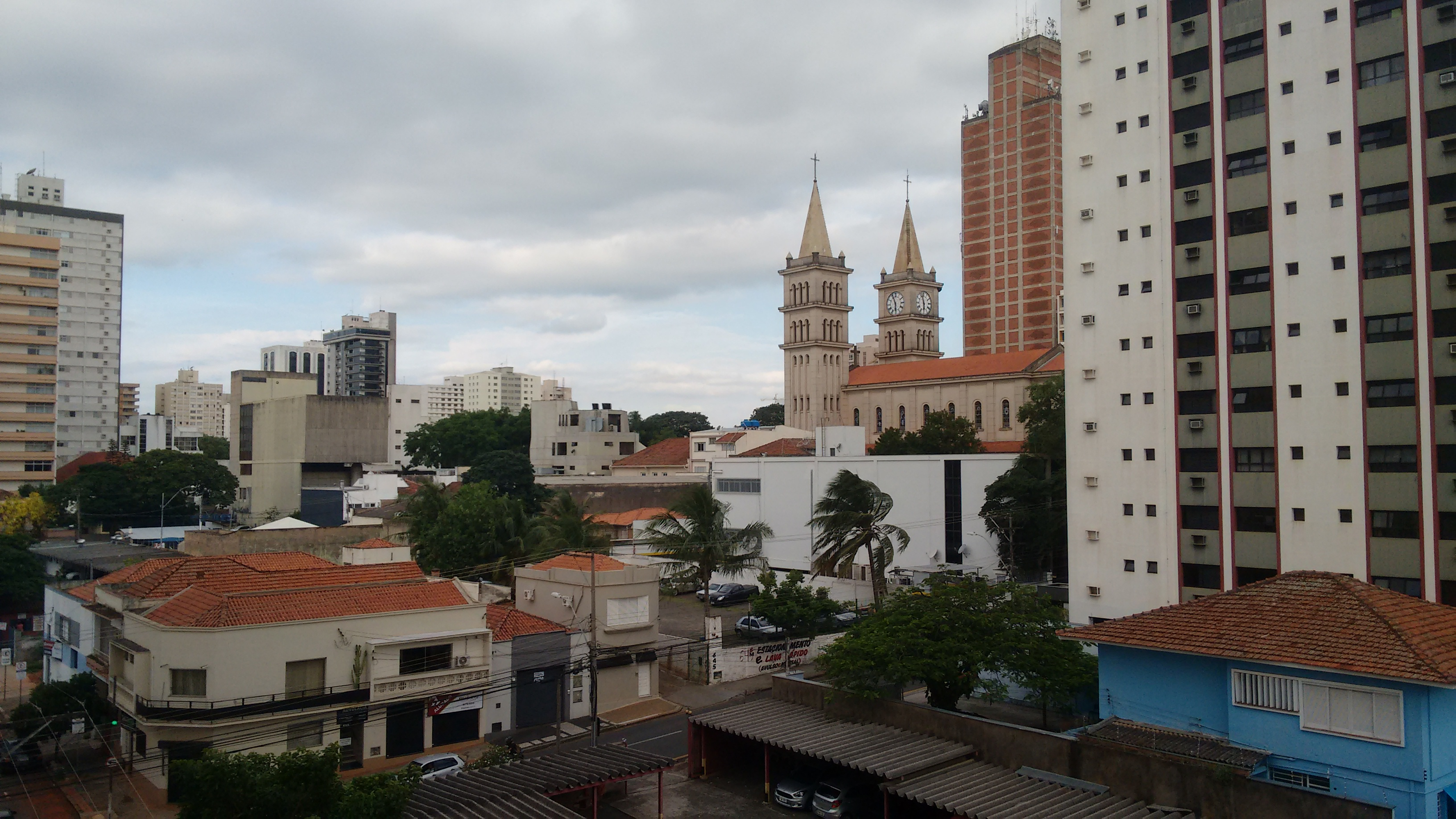
Vista parcial do Centro de Piracicaba

O município conta com três jornais principais, sendo eles o Jornal de Piracicaba, fundado em 1900, sendo um dos poucos jornais do estado de São Paulo com mais de 100 anos; a Gazeta de Piracicaba, que começou suas atividades em 1882, terminou em 1935, e voltou a circular em 2003; e o jornal A Tribuna Piracicabana, fundado em 1974. Além desses três jornais, há também em Piracicaba alguns jornais de bairro, com pouca circulação e voltada exclusivamente a conteúdo dos bairros.
Piracicaba conta também com revistas criadas na cidade, como a revista Trifatto, e a revista Arraso.

### Feriados
Em Piracicaba há quatro feriados municipais, oito feriados nacionais e seis pontos facultativos. Os feriados municipais são o dia de Santo Antônio, padroeiro municipal, em 13 de junho; o Dia da Consciência Negra, em 20 de novembro; e o dia de Nossa Senhora da Conceição, em 8 de dezembro. De acordo com a lei federal nº 9.093, aprovada em 12 de setembro de 1995, os municípios podem ter no máximo quatro feriados municipais de cunho religioso, já incluída a Sexta-Feira Santa.